# جنگ داخلی سودان (۲۰۲۳–اکنون)
جنگ داخلی سودان یک جنگ داخلی در سودان است که در ۱۵ آوریل ۲۰۲۳ میان دو جناح رقیب دولت نظامی سودان آغاز شده است. این درگیری میان نیروهای مسلح سودان (SAF) به رهبری ژنرال عبدالفتاح البرهان و نیروی شبه‌نظامی نیروهای واکنش سریع (RSF) به فرماندهی محمد حمدان دگالو (معروف به محمد حمدان دقلو) جریان دارد که همچنین رهبری ائتلاف گسترده‌تر جنجوید را بر عهده دارد. چندین گروه مسلح کوچک‌تر نیز در این نبرد شرکت کرده‌اند. نبردها عمدتاً در پایتخت، خارطوم، که جنگ با نبردهای گسترده در آن آغاز شد، و در منطقهٔ دارفور متمرکز بوده‌اند. گزارش شده است که بسیاری از غیرنظامیان در دارفور به عنوان بخشی از کشتار جمعی ماسالیت که به‌عنوان پاک‌سازی قومی یا نسل‌کشی توصیف شده‌اند، کشته شده‌اند. گفته شده است سودان با بدترین بحران انسانی جهان روبه‌رو است؛ نزدیک به ۲۵ میلیون نفر دچار گرسنگی شدید هستند. در ۷ ژانویهٔ ۲۰۲۵، ایالات متحده اعلام کرد که نیروهای واکنش سریع و شبه‌نظامیان هم‌پیمان آن مرتکب نسل‌کشی شده‌اند.
از زمان استقلال در ۱۹۵۶، سودان با بی‌ثباتی مزمن همراه با ۲۰ تلاش کودتا، حکومت طولانی‌مدت نظامی، دو جنگ داخلی ویرانگر، و نسل‌کشی دارفور روبه‌رو بوده است. جنگ کنونی در بحبوحهٔ تنش‌ها بر سر ادغام نیروهای واکنش سریع در ارتش پس از کودتای ۲۰۲۱ آغاز شد و با حملات نیروهای واکنش سریع به مراکز دولتی در خارطوم و دیگر شهرها شروع شد. منطقهٔ پایتخت به سرعت میان دو جناح تقسیم شد و البرهان دولت خود را به پورت سودان منتقل کرد. تلاش‌های بین‌المللی، از جمله بیانیهٔ جده در مه ۲۰۲۳، نتوانست جنگ را متوقف کند و گروه‌های شورشی مختلفی وارد جنگ شدند: جنبش مردمی آزادی‌بخش سودان-شمال (شاخهٔ الحلو) به ارتش در جنوب حمله کرد؛ جنبش Tamazuj به نیروهای واکنش سریع پیوست؛ و ارتش حمایت جناح‌هایی از جنبش/ارتش آزادی‌بخش سودان و جنبش عدالت و برابری را به دست آورد. تا اواخر ۲۰۲۳، نیروهای واکنش سریع بیشتر دارفور را در کنترل داشت و در خارطوم، کردفان و جزیره پیشروی کرد. ارتش در اوایل ۲۰۲۴ دوباره ابتکار عمل را به دست گرفت و در ام درمان پیشرفت کرد و سرانجام تا مارس ۲۰۲۵ خارطوم را، از جمله کاخ ریاست جمهوری و فرودگاه بین‌المللی خارطوم را بازپس گرفت. با وجود مذاکرات دوباره، آتش‌بس پایدار برقرار نشده و جنگ با پیامدهای شدید انسانی و تبعات منطقه‌ای ادامه دارد.
تنها قحطی حدود ۵۲۲ هزار کودک را کشته است، در حالی که تلفات کلی جنگ، شامل مرگ ناشی از خشونت، گرسنگی شدید و بیماری بسیار بیشتر است؛ هزاران نفر دیگر همچنان مفقود یا در کشتارهای هدفمند، عمدتاً به دست نیروهای واکنش سریع و شبه‌نظامیان هم‌پیمان، کشته شده‌اند. تنها در ایالت خارطوم دست‌کم ۶۱ هزار نفر کشته شده‌اند که ۲۶ هزار نفر آن‌ها مستقیماً بر اثر خشونت جان باخته‌اند. تا ۵ فوریهٔ ۲۰۲۵، بیش از ۸٫۸ میلیون نفر آوارهٔ داخلی و بیش از ۳٫۵ میلیون نفر دیگر به‌عنوان پناهنده از کشور گریخته‌اند. در اوت ۲۰۲۴، کمیته بازبینی قحطی (FRC) وجود شرایط قحطی در بخش‌هایی از دارفور شمالی را تأیید کرد.
مداخلهٔ خارجی در درگیری سودان شامل ارسال تسلیحات از چین، روسیه و ترکیه بوده است. حمایت منطقه‌ای از نیروهای واکنش سریع از سوی امارات متحدهٔ عربی و چاد صورت گرفته، در حالی که مصر از ارتش پشتیبانی کرده است. این جنگ بحران عظیم انسانی به‌وجود آورده که با کمبود شدید غذا، آب، دارو و دسترسی به کمک‌ها، بسته‌شدن گستردهٔ بیمارستان‌ها، شیوع بیماری‌ها، آوارگی گسترده، غارت کمک‌های بشردوستانه، و فروپاشی تقریباً کامل آموزش و زیرساخت‌ها همراه بوده و بیش از نیمی از جمعیت را در نیاز فوری به کمک قرار داده است. درخواست‌هایی برای کمک بیشتر، حمایت حقوقی از کارکنان کمک‌رسان، پشتیبانی از پناهندهها، و پایان دادن به ارسال سلاح به نیروهای واکنش سریع، به‌ویژه از سوی امارات، مطرح شده است. هر دو طرف درگیری، یعنی ارتش و نیروهای واکنش سریع، کارزارهای پیچیدهٔ دروغ‌رسانی با استفاده از رسانه‌های اجتماعی، تصاویر جعلی و محتوای تولیدشده توسط هوش مصنوعی را برای شکل‌دهی به افکار عمومی، بی‌اعتبار کردن مخالفان، و تأثیرگذاری بر افکار جهانی اجرا کرده‌اند. در واکنش به این جنگ، ایالات متحده آمریکا، بریتانیا، کانادا و اتحادیهٔ اروپا تحریم‌هایی علیه افراد، شرکت‌ها و نهادهای مرتبط با ارتش و نیروهای واکنش سریع به‌دلیل نقض آتش‌بس، نقض حقوق بشر و اقدامات بی‌ثبات‌کننده اعمال کرده‌اند.

## پیش‌زمینه
از زمان کسب استقلال در سال ۱۹۵۶، سودان شاهد ۲۰ تلاش برای کودتای نظامی بوده است که بیش از هر کشور آفریقایی دیگری است. سودان معمولاً تحت حکومت نظامیان اداره شده است و این دوره‌ها تنها با دوره‌های کوتاه حکومت پارلمانی دموکراتیک قطع شده‌اند.
دو جنگ داخلی – اولی از ۱۹۵۵ تا ۱۹۷۲ و دومی از ۱۹۸۳ تا ۲۰۰۵ – میان دولت مرکزی و مناطق جنوبی که منجر به استقلال سودان جنوبی در سال ۲۰۱۱ شد، باعث کشته شدن ۱٫۵ میلیون نفر شد. همچنین درگیری در منطقهٔ غربی دارفور دو میلیون نفر را آواره و بیش از ۲۰۰ هزار نفر را کشت.

### جنگ در دارفور و شکل‌گیری نیروهای واکنش سریع
در آغاز قرن بیست‌ویکم، منطقهٔ غربی دارفور در سودان شاهد بی‌ثباتی طولانی‌مدت و تنش‌های اجتماعی ناشی از اختلافات نژادی و قومی و مناقشات بر سر زمین و آب بود. در سال ۲۰۰۳، این وضعیت به شورشی تمام‌عیار علیه حکومت مرکزی تبدیل شد و عمر البشیر، رئیس‌جمهور و رهبر نظامی، وعده داد که با آن به‌شدت برخورد خواهد کرد. جنگ دارفور حاصل این تقابل بود که با اعمال خشونت سازمان‌یافته دولتی همراه شد و منجر به اتهام جنایت جنگی و نسل‌کشی در دارفور علیه البشیر شد. در مرحلهٔ نخست این جنگ، حدود ۳۰۰ هزار نفر کشته و ۲٫۷ میلیون نفر آواره شدند و هرچند شدت خشونت بعدها کاهش یافت، وضعیت منطقه همچنان ناآرام باقی ماند.
برای سرکوب قیام قبایل غیرعرب در کوه‌های نوبا، البشیر به جنجوید، مجموعه‌ای از شبه‌نظامیان عرب عمدتاً از قبایل شتردار فعال در دارفور و بخش‌هایی از چاد، متوسل شد. در سال ۲۰۱۳، او اعلام کرد که این نیروها به نیروهای واکنش سریع سازماندهی مجدد می‌شوند و همچنین اعلام کرد که نیروهای واکنش سریع تحت فرماندهی فرمانده جنجوید، محمد حمدان دقلو (که بیشتر با نام حمیدتی شناخته می‌شود) قرار خواهند گرفت. نیروهای واکنش سریع مرتکب کشتار جمعی، تجاوزهای گروهی، غارت، شکنجه و تخریب روستاها شدند. آن‌ها به پاک‌سازی قومی علیه فور، مسالیت و زغاوه متهم شدند. رهبران نیروهای واکنش سریع از سوی دیوان کیفری بین‌المللی به نسل‌کشی، جنایات جنگی و جنایت علیه بشریت متهم شده‌اند، اما حمیدتی شخصاً در جنایات ۲۰۰۳–۲۰۰۴ متهم نشد.
در سال ۲۰۱۷، قانونی جدید به نیروهای واکنش سریع وضعیت «نیروی امنیتی مستقل» داد. حمیدتی چند معدن طلا در دارفور را به‌عنوان پاداش از البشیر دریافت کرد و ثروت شخصی او به‌شدت افزایش یافت. البشیر نیروهای واکنش سریع را برای سرکوب قیام ۲۰۱۳ در دارفور جنوبی و همچنین اعزام به یمن و لیبی به‌کار گرفت. در این زمان، نیروهای واکنش سریع روابط کاری با سازمان نظامی خصوصی روسی گروه واگنر برقرار کردند. این تحولات موجب شد که نیروهای واکنش سریع به ده‌ها هزار نفر برسند و هزاران وانت مسلح در خیابان‌های خارطوم گشت‌زنی کنند. رژیم البشیر اجازه داد نیروهای واکنش سریع و دیگر گروه‌های مسلح گسترش یابند تا تهدیدات امنیتی از درون ارتش را کاهش دهد، روشی که به‌عنوان «کودتا» شناخته می‌شود.

### گذار سیاسی
در دسامبر ۲۰۱۸، اعتراضات علیه رژیم البشیر آغاز شد که مرحلهٔ نخست انقلاب سودان را رقم زد. هشت ماه نافرمانی مدنی با سرکوب خشونت‌آمیز مواجه شد. در آوریل ۲۰۱۹، ارتش (از جمله نیروهای واکنش سریع) با کودتا البشیر را برکنار کرد و شورای نظامی انتقالی را به‌عنوان یک خونتا تشکیل داد. البشیر در خارطوم زندانی شد و به دیوان کیفری بین‌المللی تحویل داده نشد؛ این دیوان حکم بازداشت او را به اتهام جنایات جنگی صادر کرده بود. اعتراضات برای حکومت غیرنظامی ادامه یافت؛ در ژوئن ۲۰۱۹، نیروهای امنیتی شورای نظامی انتقالی، که شامل نیروهای واکنش سریع و نیروهای مسلح سودان بودند، قتل‌عام خارطوم را مرتکب شدند که در آن بیش از صد معترض کشته و ده‌ها نفر مورد تجاوز قرار گرفتند. حمیدتی مسئولیت سازمان‌دهی این حمله را انکار کرد.
در اوت ۲۰۱۹، در پی فشارهای بین‌المللی و میانجی‌گری اتحادیهٔ آفریقا و اتیوپی، نظامیان با تقسیم قدرت در یک کابینهٔ وحدت ملی موقت و مشترک غیرنظامی–نظامی (شورای حاکمیت انتقالی) موافقت کردند. این شورا با نخست‌وزیری غیرنظامی عبدالله حمدوک آغاز به کار کرد و قرار شد انتخابات در ۲۰۲۳ برگزار شود. در اکتبر ۲۰۲۱، نظامیان به رهبری عبدالفتاح البرهان فرماندهٔ نیروهای مسلح سودان و حمیدتی قدرت را قبضه کردند. شورای حاکمیت انتقالی به‌عنوان یک خونتای نظامی جدید به ریاست البرهان بازسازی شد و تمام قدرت را در دست گرفت و گذار سودان به دموکراسی را متوقف کرد.

### ریشه‌های جنبش آزادی‌بخش سودان و جنبش مردمی آزادی‌بخش سودان–شمال
جنبش آزادی‌بخش سودان (یا ارتش؛ SLM, SLA یا SLM/A) گروهی شورشی فعال در دارفور است که عمدتاً از اعضای اقوام غیرعرب تشکیل شده است و در واکنش به به‌حاشیه‌راندگی این اقوام توسط رژیم عمر البشیر تأسیس شد. از سال ۲۰۰۶، این جنبش به دلیل اختلافات بر سر توافق صلح دارفور به چند جناح تقسیم شد که برخی از آن‌ها به دولت خارطوم پیوستند. تا سال ۲۰۲۳، سه جناح اصلی عبارت بودند از SLM-مناوی به رهبری مینی مناوی، SLM-النور به رهبری عبدالواحد النور و SLM-تمبور به رهبری مصطفی تمبور. SLM-مناوی و SLM-تمبور توافق صلح ۲۰۲۰ جوبا را امضا کردند، به خصومت‌ها پایان دادند و به سمت‌های سیاسی منصوب شدند، اما SLM-النور از امضا خودداری کرد و به جنگ ادامه داد.
جنبش مردمی آزادی‌بخش سودان–شمال در سال ۲۰۱۱ توسط واحدهایی از جنبش مردمی آزادی‌بخش سودان/ارتش که در مناطقی باقی مانده در سودان پس از رأی‌گیری استقلال سودان جنوبی مستقر بودند، تأسیس شد. این نیروها چند ماه بعد در ایالت‌های کردفان جنوبی و نیل آبی شورش را رهبری کردند. در سال ۲۰۱۷، جنبش مردمی آزادی‌بخش سودان–شمال به دو جناح به رهبری عبدالعزیز الحلو و مالک عقار تقسیم شد؛ الحلو سکولاریسم را به‌عنوان شرط صلح مطرح کرد، اما عقار با این شرط موافقت نکرد. در طول انقلاب سودان، جناح الحلو آتش‌بس یک‌جانبه نامحدود اعلام کرد. در سال ۲۰۲۰، توافق صلحی میان دولت سودان و جناح عقار امضا شد، در سال ۲۰۲۰، توافق صلحی میان دولت سودان و جناح عقار امضا شد، و عقار بعدها به شورای حاکمیت انتقالی در خارطوم پیوست. الحلو سرانجام چند ماه بعد توافق جداگانه‌ای با دولت سودان امضا کرد. گام‌های بعدی برای تحکیم توافق پس از کودتای ۲۰۲۱ متوقف شد و جناح الحلو در عوض با SLM-النور و حزب کمونیست سودان توافقی امضا کرد تا برای تدوین یک «منشور انقلابی» و برکناری ارتش از قدرت همکاری کنند.

### مقدمه
در ماه‌های پس از کودتای ۲۰۲۱، اقتصاد سودان که پیش‌تر هم ضعیف بود، به‌سرعت رو به افول گذاشت و موجی از اعتراضات گسترده را برانگیخت که خواستار بازگرداندن قدرت به مقامات غیرنظامی بودند. اختلافات میان البرهان و حمیدتی بر سر بازگرداندن مقامات اسلام‌گرای وابسته به رژیم عمر البشیر به قدرت بالا گرفت. حمیدتی این انتصابات را نشانه‌ای می‌دانست که البرهان قصد دارد سلطهٔ نخبگان سنتی خارطوم را بر سیاست سودان حفظ کند. این موضوع برای موقعیت سیاسی نیروهای واکنش سریع خطرناک بود، زیرا این نخبگان به دلیل پیشینهٔ قومی حمیدتی به‌عنوان یک عرب دارفوری با او دشمنی داشتند. ابراز تأسف حمیدتی نسبت به کودتای اکتبر ۲۰۲۱ نشانهٔ شکاف فزاینده بین او و البرهان بود.
تنش‌ها میان نیروهای واکنش سریع و نیروهای مسلح سودان از فوریهٔ ۲۰۲۳ شدت گرفت، زمانی که نیروهای واکنش سریع شروع به جذب نیرو در سراسر کشور کردند. در طول فوریه و اوایل مارس، نیروهای واکنش سریع در خارطوم مستقر شدند تا اینکه در ۱۱ مارس توافقی حاصل شد و آن‌ها عقب‌نشینی کردند. به‌عنوان بخشی از این توافق، مذاکراتی میان نیروهای مسلح سودان، نیروهای واکنش سریع و رهبران غیرنظامی برگزار شد، اما این مذاکرات به دلیل اختلافات سیاسی به تأخیر افتاد و متوقف شد. مهم‌ترین اختلاف بر سر ادغام نیروهای واکنش سریع در ارتش بود: نیروهای واکنش سریع بر جدول زمانی ۱۰ ساله برای ادغام تأکید داشتند، در حالی که ارتش خواهان ادغام در عرض دو سال بود. سایر موضوعات مورد مناقشه شامل جایگاه افسران نیروهای واکنش سریع در سلسله‌مراتب آینده و این مسئله بود که آیا این نیروها باید تحت فرماندهی رئیس ستاد ارتش باشند یا فرمانده کل سودان یعنی البرهان.
در ۱۱ آوریل ۲۰۲۳، نیروهای واکنش سریع در نزدیکی شهر مروی و همچنین در خارطوم مستقر شدند. نیروهای دولتی دستور دادند که آن‌ها منطقه را ترک کنند اما این دستور رد شد. این امر منجر به درگیری شد، زمانی که نیروهای واکنش سریع پایگاه نظامی «صوبه» در جنوب خارطوم را تصرف کردند. در ۱۳ آوریل، نیروهای واکنش سریع بسیج خود را آغاز کردند و نگرانی‌ها از احتمال شورش علیه خونتا افزایش یافت. نیروهای مسلح سودان این بسیج را غیرقانونی اعلام کردند.

## روند جنگ

### آوریل – مه ۲۰۲۳

#### نبرد خارطوم
در ۱۵ آوریل ۲۰۲۳، نیروهای واکنش سریع به پایگاه‌های نیروهای مسلح سودان در سراسر کشور، از جمله خارطوم و فرودگاه بین‌المللی خارطوم حمله کردند. در مقر تلویزیون سودان درگیری‌هایی رخ داد که بعداً به تصرف نیروهای واکنش سریع درآمد. پل‌ها و جاده‌های خارطوم و حومهٔ آن به دستور فرماندهی نیروهای واکنش سریع بسته شد. روز بعد ضدحملهٔ نیروهای مسلح سودان آغاز شد و ارتش فرودگاه مروی، مقر تلویزیون سودان و رادیوی دولتی را بازپس گرفت.
سازمان هوانوردی کشوری سودان هم‌زمان با آغاز درگیری‌ها حریم هوایی کشور را بست. شرکت مخابراتی گروه ام‌تی‌ان خدمات اینترنت را قطع کرد و تا ۲۳ آوریل تقریباً یک قطع کامل اینترنت در کشور رخ داد که علت آن حمله به شبکهٔ برق عنوان شد. تجارت بین‌المللی سودان نیز مختل شد و مرسک، یکی از بزرگ‌ترین شرکت‌های کشتیرانی جهان، توقف پذیرش محموله‌های جدید به این کشور را اعلام کرد.

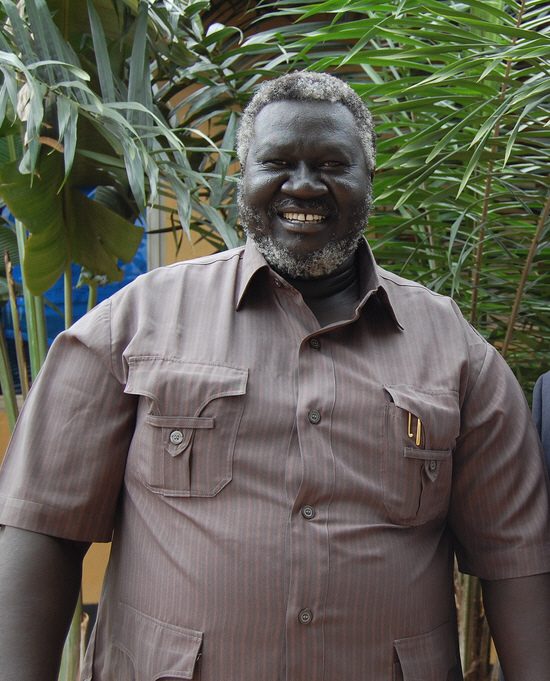
با گرفتار شدن البرهان در خارطوم، معاونش مالک عقار به‌طور دفاکتو رهبر دولت سودان شد.

محمد حمدان دقلو به نیروهایش دستور داد تا عبدالفتاح البرهان را دستگیر یا به قتل برسانند، و یگان‌های نیروهای واکنش سریع وارد نبردهای سنگین و خونینی با گارد جمهوری شدند. در نهایت، البرهان توانست از دستگیری یا ترور بگریزد، اما پایگاه او در ستاد کل نیروهای مسلح سودان تحت محاصرهٔ نیروهای واکنش سریع قرار گرفت و او نتوانست خارطوم را ترک کند. محمد حمدان دقلو در مصاحبه‌ای با الجزیره، البرهان و فرماندهانش را متهم کرد که با توطئه برای بازگرداندن عمر البشیر، رهبر برکنار شده، به قدرت، نیروهای واکنش سریع را وادار به آغاز جنگ کرده‌اند. او از جامعهٔ بین‌المللی خواست تا علیه البرهان مداخله کند و ادعا کرد که نیروهای واکنش سریع علیه شبه‌نظامیان اسلام‌گرای تندرو می‌جنگند.
پس از چند روز نخست جنگ، نیروهای مسلح سودان از مرز اتیوپی نیروهای کمکی وارد کردند. هرچند یک آتش‌بس برای عید فطر اعلام شد، درگیری‌ها در سراسر کشور ادامه یافت. گفته شد که نبردها به‌ویژه در امتداد بزرگراه خارطوم به پورت سودان و در منطقهٔ صنعتی البغیر شدید بوده است. گزارش‌هایی از درگیری‌های بین‌قومیتی در ایالت نیل آبی و در الجنینه منتشر شد.

#### پیمان جده
توجه بین‌المللی به این درگیری باعث شد که شورای حقوق بشر سازمان ملل متحد نشستی ویژه برای رسیدگی به خشونت‌ها برگزار کرده و به افزایش نظارت بر نقض حقوق بشر رأی دهد. در ۶ مه، نمایندگان نیروهای مسلح سودان و نیروهای واکنش سریع برای نخستین بار به‌طور مستقیم در جده، عربستان سعودی، برای آنچه از سوی عربستان سعودی و ایالات متحدهٔ آمریکا «گفت‌وگوهای پیشامذاکره» توصیف شد، دیدار کردند. پس از رایزنی‌های دیپلماتیک از سوی سعودی‌ها و آمریکایی‌ها، طرف‌های درگیر در ۲۰ مه پیمان جده را امضا کردند و متعهد شدند عبور امن غیرنظامیان را تضمین کنند، از کارکنان امدادی محافظت کنند و استفاده از غیرنظامیان به‌عنوان سپر انسانی را ممنوع نمایند. این توافق شامل آتش‌بس نمی‌شد و درگیری‌ها در الجنینه از سر گرفته شد و تلفات بیشتری برجای گذاشت. معاون دبیرکل سازمان ملل متحد در امور بشردوستانه و امدادرسانی، مارتین گریفیتس از نبود تعهد هر دو طرف برای پایان دادن به نبرد ابراز ناامیدی کرد.
اوضاع همچنان ناپایدار باقی ماند و دو طرف یکدیگر را مسئول حملات به کلیساها، بیمارستان‌ها و سفارتخانه‌ها می‌دانستند. شمار قربانیان به‌ویژه در الجنینه افزایش یافت، جایی که شبه‌نظامیان عرب وفادار به نیروهای واکنش سریع به ارتکاب جنایت علیه ساکنان غیرعرب متهم شدند. یک آتش‌بس موقت امضا شد اما با تداوم نبرد در خارطوم با چالش روبه‌رو شد و در زمان تعیین‌شده برای آتش‌بس، خشونت ادامه یافت. بین ۲۸ تا ۹۷ نفر به دست نیروهای واکنش سریع و شبه‌نظامیان عرب کشته شدند، زمانی که آنان در ۲۸ مه به شهر عمدتاً مسالیت‌نشین مستری در دارفور غربی حمله کردند.

### ژوئن تا سپتامبر ۲۰۲۳

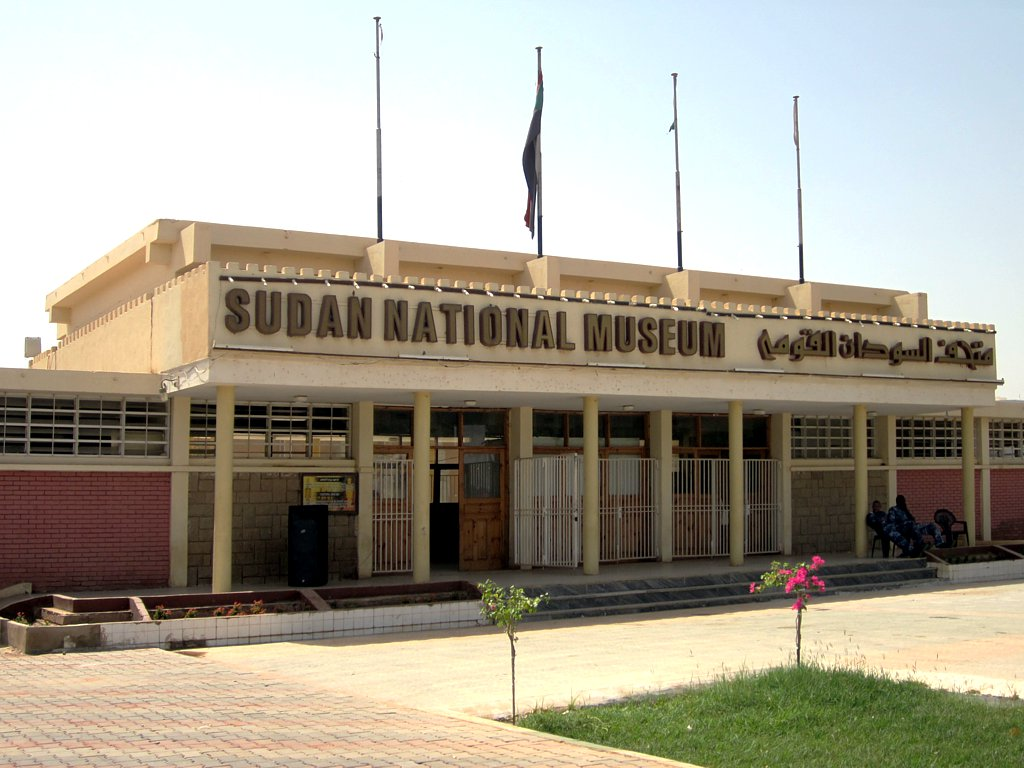
نیروهای واکنش سریع در ژوئن کنترل موزهٔ ملی سودان را به دست گرفتند.

#### ادامهٔ نبرد در خارطوم
با آغاز ژوئن، خارطوم شاهد نبردهای زرهی بود که منجر به تلفات شد. نیروهای واکنش سریع کنترل چندین ساختمان مهم فرهنگی و دولتی، از جمله موزهٔ ملی سودان و محل انفجار کارخانهٔ مهمات‌سازی یرموک را به دست گرفتند. ناامنی حاد غذایی بخش بزرگی از جمعیت سودان را تحت‌تأثیر قرار داد.
تا ژوئیه، عبدالفتاح البرهان همچنان در ستاد فرماندهی ارتش محاصره شده و قادر به ترک آن نبود. برای شکستن محاصره، نیروهای مسلح سودان تصمیم گرفتند ستونی از نیروها را برای رفع محاصره پایگاه اعزام کنند. این نیرو در کمین نیروهای واکنش سریع افتاد و شکست خورد؛ شبه‌نظامیان مدعی شدند صدها سرباز را کشته، ۹۰ خودرو را به همراه فرمانده ستون به اسارت گرفته‌اند.
در واکنش به تشدید خشونت‌ها در خارطوم، نیروهای مسلح سودان شدت حملات هوایی و گلوله‌باران توپخانه‌ای خود را افزایش دادند که این امر باعث افزایش تلفات غیرنظامیان شد و در هر حمله ده‌ها کشته بر جای گذاشت. گلوله‌باران نیروهای واکنش سریع نیز شدت گرفت و به نوبهٔ خود باعث مرگ شمار زیادی از غیرنظامیان شد.
نبردهای سنگین در سراسر اوت در خارطوم ادامه داشت و درگیری‌ها در نقاط مختلف شهر رخ داد. نیروهای واکنش سریع پایگاه سپاه زرهی نیروهای مسلح سودان را محاصره کرده، خطوط دفاعی آن را شکسته و کنترل محله‌های اطراف را به دست گرفتند. نیروهای مسلح سودان نیز حملاتی انجام دادند و کاخ جمهوری، خارطوم و مجتمع یرموک که در کنترل نیروهای واکنش سریع بود، زیر بمباران هوایی قرار گرفت. حمله‌ای علیه یرموک آغاز شد، اما با اعزام نیروهای کمکی توسط نیروهای واکنش سریع، این حمله دفع گردید. یکی از معدود پل‌های باقی‌مانده میان خارطوم و خارطوم بحری نیز توسط نیروهای مسلح سودان تخریب شد تا آزادی تحرک نیروهای واکنش سریع را محدود کنند.
در ۲۴ اوت، عملیاتی از سوی نیروهای مسلح سودان با موفقیت عبدالفتاح البرهان را از پایگاه محاصره‌شده‌اش در ستاد کل ارتش نجات داد و این امکان را برای او فراهم کرد تا به پورت سودان برود و در آنجا نشست هیئت دولت را برگزار کند.

#### تلاش‌های دیپلماتیک
آتش‌بس‌هایی میان طرف‌های درگیر اعلام شد اما اغلب نقض گردید و به درگیری‌های بیشتر انجامید. نیروهای مسلح سودان و نیروهای واکنش سریع یکدیگر را مسئول این حوادث می‌دانستند، در حالی که دولت سودان علیه فرستادگان بین‌المللی اقداماتی انجام داد. سفارت عربستان سعودی در خارطوم هدف حمله قرار گرفت و در بحبوحهٔ هرج و مرج، تخلیه‌هایی از یک یتیم‌خانه صورت گرفت. در این میان، سودان با مصر دچار تنش دیپلماتیک شد که موجب بروز مشکلاتی برای پناهجویان سودانی در تلاش برای ورود به مصر گردید.
با خروج عبدالفتاح البرهان از خارطوم برای نخستین بار از زمان آغاز جنگ، او توانست به مصر پرواز کرده و با رئیس‌جمهور مصر عبدالفتاح سیسی دیدار کند. پس از این دیدار، البرهان تور سفر به کشورهای مختلف را آغاز کرد و به سودان جنوبی، قطر، اریتره، ترکیه و اوگاندا رفت. سپس او به نیویورک به‌عنوان رئیس هیئت نمایندگی سودان در هفتاد و هشتمین مجمع عمومی سازمان ملل متحد رفت و در آنجا از جامعهٔ جهانی خواست که نیروهای واکنش سریع را یک سازمان تروریستی اعلام کنند.

#### مشارکت جنبش مردمی آزادی‌بخش سودان – شمال (شاخهٔ الحلو)
شاخهٔ عبدالعزیز الحلو از جنبش مردمی آزادی‌بخش سودان – شمال (SPLM-N) در ژوئن یک آتش‌بس طولانی‌مدت را شکست و به یگان‌های نیروهای مسلح سودان در کادوقلی، کرمک و دالنگ حمله کرد که مورد آخر همزمان با یک حملهٔ نیروهای واکنش سریع بود. نیروهای مسلح سودان مدعی شدند که این حملات را دفع کرده‌اند، در حالی که شورشیان ادعا کردند برای انتقام مرگ یکی از سربازانشان به‌دست نیروهای مسلح سودان حمله کرده‌اند و سوگند خوردند که این منطقه را از «اشغال نظامی» آزاد کنند. بیش از ۳۵ هزار نفر بر اثر این نبردها آواره شدند. گمانه‌زنی‌هایی مطرح شد که آیا این حملات بخشی از یک اتحاد غیررسمی میان الحلو و نیروهای واکنش سریع بوده یا تلاشی از سوی الحلو برای تقویت موقعیت خود در مذاکرات آتی پیرامون گروهش. سازمان‌های جامعهٔ مدنی حامی جنبش مردمی آزادی‌بخش سودان – شمال ادعا کردند عملیات این گروه در راستای حفاظت از غیرنظامیان در برابر حملات احتمالی نیروهای واکنش سریع انجام شده است.
شاخهٔ الحلو در ژوئیه حملات بیشتری انجام داد و وارد کردفان جنوبی شد و کنترل چند پایگاه نیروهای مسلح سودان را به‌دست گرفت. در پاسخ، نیروهای مسلح سودان توپخانه وارد کرده و مواضع این گروه را به‌شدت گلوله‌باران کردند. پس از آن، حملات این گروه عمدتاً کاهش یافت و یک یورش به کادوقلی در سپتامبر نیز توسط نیروهای مسلح سودان عقب رانده شد.
در فوریهٔ ۲۰۲۵، جنبش مردمی آزادی‌بخش سودان – شمال (شاخهٔ الحلو) «منشور تأسیس سودان» که توسط دولت صلح و وحدت تحت رهبری نیروهای واکنش سریع تدوین شده بود را امضا کرد و رسماً با این نیروها متحد شد.

#### جبههٔ دارفور
در دارفور، نبرد و خونریزی به‌ویژه در اطراف شهر الجنینه شدید بود، جایی که صدها نفر کشته شدند و ویرانی گسترده‌ای رخ داد. نیروهای واکنش سریع بارها علیه جمعیت مسالیت در الجنینه خشونت به‌کار بردند که منجر به اتهام پاک‌سازی قومی شد. در ۴ اوت نیروهای واکنش سریع مدعی شدند که کنترل کامل دارفور مرکزی را در دست گرفته‌اند.
یک تحقیق سازمان ملل متحد چندین گور جمعی در دارفور را کشف کرد که حاوی غیرنظامیان مسالیت بود. همچنین نیروهای واکنش سریع و شبه‌نظامیان عرب متهم شدند که وکلا، ناظران حقوق بشر، پزشکان و رهبران قبایل غیرعرب را کشته‌اند. فرماندار دارفور غربی، خمیس اباکر، در ژوئن چند ساعت پس از آن‌که در یک مصاحبهٔ تلویزیونی نیروهای واکنش سریع را به نسل‌کشی متهم کرد و خواستار مداخلهٔ بین‌المللی شد، توسط مردان مسلح ربوده و کشته شد. نیروهای مسلح سودان نیز به نوبهٔ خود حملات هوایی بی‌هدف علیه دارفور انجام دادند که بسیاری از غیرنظامیان، به‌ویژه در نیالا را کشت.
گروه‌های قبیله‌ای و شورشی در دارفور شروع به اعلام وفاداری به یکی از طرف‌های درگیر کردند. یک شاخه از جنبش آزادی‌بخش سودان مستقر در دارفور به رهبری مصطفی تمبور (SLM-T) در حمایت از نیروهای مسلح سودان وارد درگیری شد. در مقابل، گروه شورشی بحث‌برانگیز تمازج رسماً اتحاد خود با نیروهای واکنش سریع را اعلام کرد و رهبران هفت قبیلهٔ عرب – از جمله قبیلهٔ حمیدتی – به آن پیوستند.
با رسیدن سپتامبر، هر دو طرف در دارفور حملات جدیدی انجام دادند. نیروهای واکنش سریع چندین شهر در دارفور غربی را تصرف کرده و همچنین به بازار الفاشر، پایتخت دارفور شمالی، حمله کردند. حملات نیروهای مسلح سودان در دارفور مرکزی موفقیت‌آمیز بود و ارتش بخش‌هایی از زالنجی را از نیروهای واکنش سریع بازپس گرفت. درگیری‌ها در دارفور همچنین به‌طور فزاینده‌ای به کردفان شمالی کشیده شد، به‌طوری که نیروهای مسلح سودان به مواضع نیروهای واکنش سریع در مرکز ایالت، الابیض، حمله کرده و بر سر شهر ام روابه با آن‌ها درگیر شدند. هر دو طرف برای پایان ماه عقب‌نشینی کردند، نیروهای واکنش سریع از ام روابه عقب نشستند و نیروهای مسلح سودان از طویله خارج شدند.

### اکتبر تا دسامبر ۲۰۲۳

#### فروپاشی نیروهای مسلح سودان در دارفور

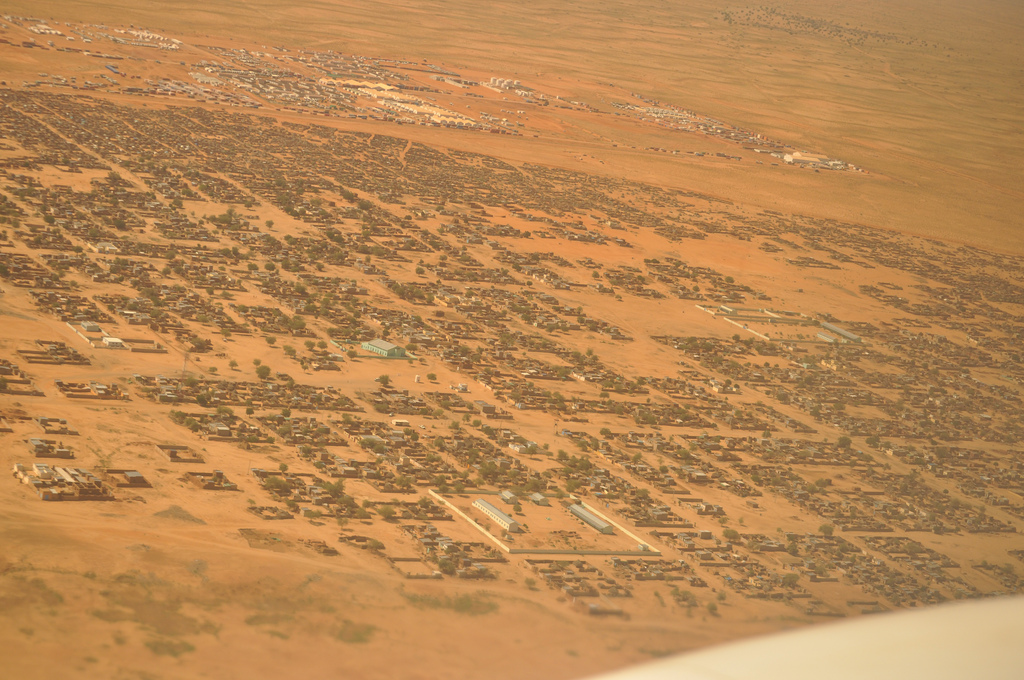
تا پایان نوامبر، الفاشر آخرین مرکز ایالت در دارفور بود که تحت کنترل نیروهای مسلح سودان باقی مانده بود.

تا اکتبر ۲۰۲۳، نیروهای مسلح سودان در دارفور با کمبود شدید تدارکات به دلیل محاصره‌های اعمال‌شده توسط نیروهای واکنش سریع روبه‌رو بودند و نتوانسته بودند برتری هوایی خود را برای متوقف‌کردن پیشروی‌های نیروهای واکنش سریع به‌کار گیرند. در ۲۶ اکتبر، نیروهای واکنش سریع نیالا، چهارمین شهر بزرگ سودان را پس از تصرف ستاد لشکر شانزدهم پیاده‌نظام نیروهای مسلح سودان، به کنترل خود درآوردند. سقوط نیالا، شهری استراتژیک با فرودگاه بین‌المللی و ارتباطات مرزی با آفریقای مرکزی، این امکان را به نیروهای واکنش سریع داد تا آسان‌تر تدارکات بین‌المللی دریافت کنند و نیروهای خود را بر دیگر شهرهای سودان متمرکز سازند. پس از سقوط نیالا، نیروهای واکنش سریع تمرکز خود را به زالنجی، مرکز دارفور مرکزی معطوف کردند. لشکر بیست‌ویکم پیاده‌نظام نیروهای مسلح سودان که در زالنجی مستقر بود، بدون درگیری از شهر گریخت و کنترل آن را به نیروهای واکنش سریع واگذار کرد.
در الجنینه، گزارش‌هایی منتشر شد مبنی بر اینکه بزرگان قبایل در تلاش‌اند تا با تسلیم پادگان نیروهای مسلح سودان در شهر، از خونریزی جلوگیری کنند. ارتش این پیشنهاد را رد کرد و نگرانی‌ها از حمله قریب‌الوقوع نیروهای واکنش سریع به شهر افزایش یافت که باعث شد غیرنظامیان به‌سوی مرز چاد فرار کنند. نیروهای واکنش سریع مقر لشکر پانزدهم پیاده‌نظام نیروهای مسلح سودان در الجنینه را محاصره کردند و به پادگان شش ساعت مهلت دادند تا تسلیم شود. این پایگاه دو روز بعد و زمانی که لشکر پانزدهم پیش از فرار به چاد از منطقه عقب‌نشینی کرد، تصرف شد. صدها نفر از افرادی که در شهر باقی مانده بودند، اسیر شدند و در رسانه‌های نیروهای واکنش سریع با نشانه‌هایی از شکنجه به نمایش گذاشته شدند. شاهدان بعداً گزارش دادند که نیروهای واکنش سریع اندکی پس از تصرف شهر، مرتکب جنایات گسترده شدند و یک گروه شورشی محلی مدعی شد که تا دو هزار نفر در شهر اقماری اردومتا قتل‌عام شدند. با سقوط الجنینه، الضعین و الفاشر تنها مراکز ایالتی باقی‌مانده در دارفور تحت کنترل دولت بودند که هر دو تحت فشار شدید نیروهای واکنش سریع قرار داشتند.
نیروهای واکنش سریع پس از عقب‌نشینی پادگان نیروهای مسلح سودان، به شهر ام کداده در شرق الفاشر یورش برده و آن را غارت کردند. گزارش شد که نیروهای مسلح سودان در خود الفاشر به دلیل محاصرهٔ شهر با کمبود غذا، آب و دارو مواجه‌اند و ناظران خارجی خاطرنشان کردند که نیروهای مسلح سودان ظاهراً توانایی متوقف کردن پیشروی نیروهای واکنش سریع را ندارند. در ساعات اولیهٔ ۲۱ نوامبر، شهر الضعین سقوط کرد و نیروهای واکنش سریع پس از تصرف مقر لشکر بیستم پیاده‌نظام نیروهای مسلح سودان، کنترل شهر را به‌دست گرفتند. پادگان‌های نیروهای مسلح سودان در دارفور شرقی سپس مواضع خود را رها کرده و عقب‌نشینی کردند و به نیروهای واکنش سریع اجازه دادند تا این منطقه را اشغال کنند. در واکنش به پیشروی نیروهای واکنش سریع در دارفور و سوءاستفاده‌های پس از آن، جنبش عدالت و برابری، جنبش/ارتش آزادی‌بخش سودان (مناوی) و دیگر گروه‌های شورشی کوچک‌تر بی‌طرفی خود را لغو کرده و به نیروهای واکنش سریع اعلان جنگ کردند.

#### توقف مذاکرات صلح
تلاش کشورهای دیگر و سازمان‌های بین‌المللی برای مذاکره جهت برقراری صلح، پس از شکست پیمان جده عملاً راکد مانده بود، اما در اواخر اکتبر نیروهای واکنش سریع و نیروهای مسلح سودان بار دیگر در جده برای مذاکرهٔ صلح دیدار کردند. این دور تازهٔ گفت‌وگوها شکست خورد و هیچ‌یک از طرفین حاضر به تعهد به آتش‌بس نشدند. در عوض، طرف‌های درگیر توافق کردند که کانال‌هایی برای کمک‌رسانی بشردوستانه باز کنند. در سوم دسامبر، مذاکرات به‌طور نامحدود تعلیق شد زیرا هر دو طرف در باز کردن مسیرهای کمک‌رسانی شکست خوردند.
با شکست گفت‌وگوهای جده، سازمان بین‌دولتی توسعه (IGAD) شرق آفریقا در اوایل دسامبر یک نشست صلح برگزار کرد. تلاش‌های پیشین IGAD برای آغاز مذاکرات، پس از آنکه نیروهای مسلح سودان رئیس‌جمهور کنیا ویلیام روتو را به حمایت از نیروهای واکنش سریع متهم کردند، ناکام مانده بود. مذاکرات IGAD ظاهراً پیشرفت بیشتری نسبت به گفت‌وگوهای جده داشت و حمیدتی و عبدالفتاح البرهان موافقت کردند که در آینده‌ای نامشخص با یکدیگر دیدار حضوری داشته باشند.

#### عبور نیروهای واکنش سریع از نیل
نیروهای واکنش سریع در ۱ اکتبر به شهر ود عشانه در ایالت کردفان شمالی در امتداد یک مسیر تجاری مهم حمله کردند. در کردفان غربی، افزایش درگیری گزارش شد و نیروهای واکنش سریع به یک میدان نفتی «حیاتی» در بلیله، در جنوب الفولا، حمله کردند. ویدئوی مکان‌یابی‌شده نیروهای واکنش سریع را در حال جشن در اطراف فرودگاه بلیله پس از تصرف ادعایی آن نشان داد. نبرد خارطوم ادامه یافت و نیروهای واکنش سریع در ۶ اکتبر شهر العیلافون در جنوب شرقی پایتخت را تصرف کردند. در این روند، این گروه شبه‌نظامی کنترل زیرساخت‌های کلیدی نفتی را به دست گرفت. تا اواخر اکتبر، نیروهای واکنش سریع کنترل بیشتر خارطوم را در دست داشتند اما نتوانستند پایگاه‌های نظامی کلیدی را تصرف کنند، در حالی که دولت البرهان عمدتاً به پورت سودان منتقل شده بود.

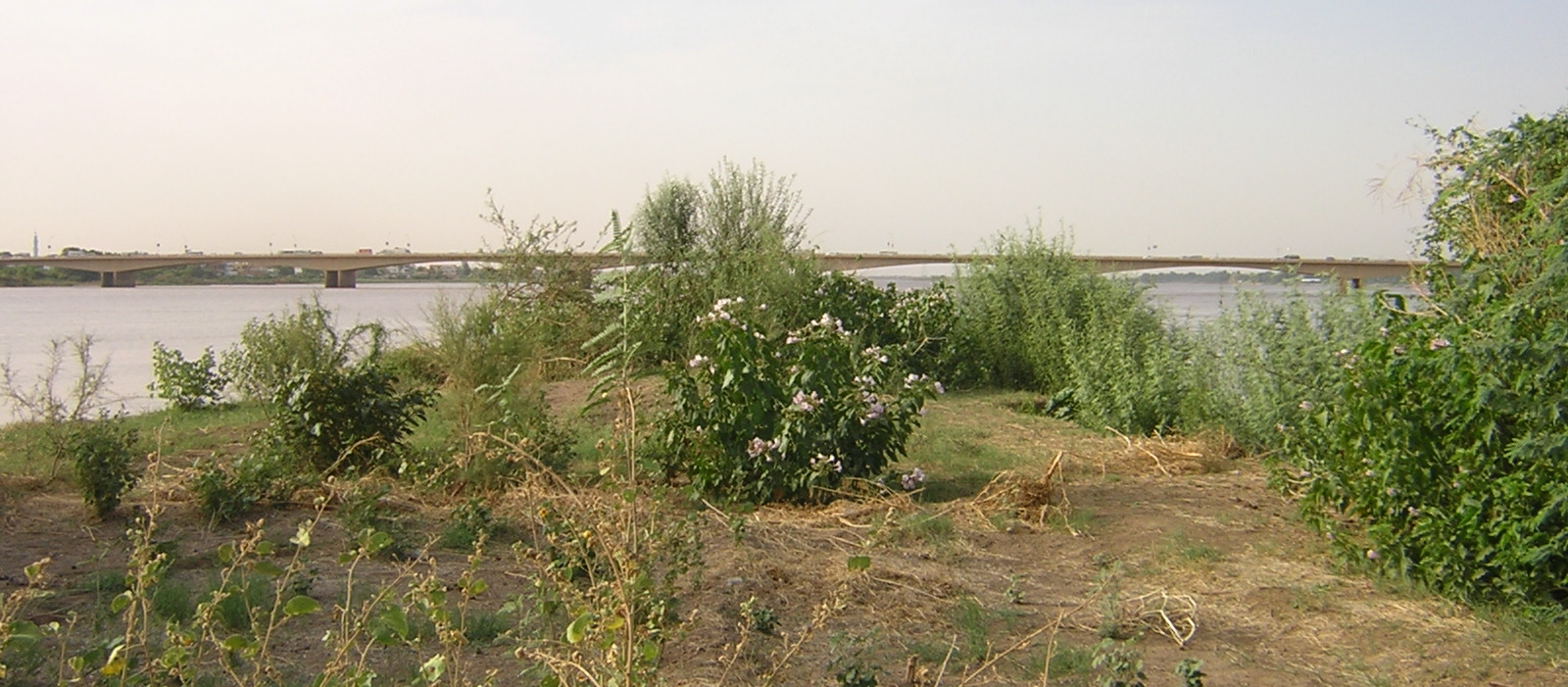
پل شمبات در خارطوم در ۱۱ نوامبر تخریب شد.

نیروهای واکنش سریع برای بهره‌برداری از دستاوردهای خود، حملات به مواضع نیروهای مسلح سودان در خارطوم و ام درمان را تشدید کردند. چند روز درگیری به تخریب پل شمبات که خارطوم شمالی را به ام درمان بر فراز نیل متصل می‌کرد، انجامید؛ تخریب پل، یک مسیر حیاتی تأمین نیروهای واکنش سریع را قطع کرد. این اقدام عملاً نیروهای واکنش سریع را از واحدهایشان در ام درمان جدا کرد و برتری راهبردی به نیروهای مسلح سودان داد. در تلاشی برای ایجاد یک گذرگاه جدید بر فراز نیل و تأمین نیروهای خود در ام درمان، نیروهای واکنش سریع به سد جبل اولیا در روستای جبل اولیا حمله کردند. از آنجا که سد جبل اولیا بدون به راه انداختن سیل در خارطوم قابل تخریب نبود، تصرف آن گذرگاهی بر روی نیل در اختیار نیروهای واکنش سریع قرار می‌داد که نیروهای مسلح سودان به آسانی قادر به از بین بردنش نبودند. نبردی یک‌هفته‌ای بر سر سد و روستای پیرامونش آغاز شد که با پیروزی نیروهای واکنش سریع پایان یافت. این نیروها در ۲۰ نوامبر سد را تصرف کردند و تمامی مقاومت نیروهای مسلح سودان در روستا، روز بعد پایان یافت.
در ۵ دسامبر، شبه‌نظامیان محلی به همراه سربازان نیروهای واکنش سریع به نیروهای جنبش مردمی آزادی‌بخش سودان-شمال (شاخه الحلو) در روستای توکما، در جنوب شرقی دالانگ در ایالت کردفان جنوبی حمله کردند که منجر به کشته‌شدن چهار نفر و ویرانی روستا شد. رهبری نیروهای واکنش سریع که نمی‌خواستند خصومت‌ها با جناح آن زمان بی‌طرف الحلو شدت گیرد، بیانیه‌ای صادر کرده و این حمله را محکوم و آن را «خشونت قبیله‌ای» توصیف کردند. در ۸ دسامبر، نیروهای واکنش سریع برای نخستین‌بار وارد قضارف شدند.
با پیشروی به سمت جنوب از دستاوردهای خود در اطراف جبل اولیا و خارطوم، نیروهای واکنش سریع در ۱۵ دسامبر وارد جزیره شده و به سمت پایتخت آن، ود مدنی، حرکت کردند. در نقاط دیگر جزیره، نیروهای واکنش سریع پیشروی چشمگیری داشتند، شهر رفاعه در شرق این ایالت را تصرف کرده و وارد منطقهٔ بوتانه شدند. پس از چند روز نبرد، نیروهای واکنش سریع پل حنتوب در حومهٔ شرقی ود مدنی را تصرف کرده و با عبور از نیل آبی وارد شهر شدند. ارتش در خود ود مدنی مقاومت چندانی نشان نداد و لشکر یکم با عقب‌نشینی از شهر، آن را به کنترل نیروهای واکنش سریع واگذار کرد.
سقوط ود مدنی ضربه‌ای مهم به نیروهای مسلح سودان تلقی شد، چرا که جبههٔ نبرد را به‌طور چشمگیری گسترش داد و بخش‌های وسیعی از کشور را در معرض حملات احتمالی نیروهای واکنش سریع قرار داد. سقوط این شهر به نیروهای واکنش سریع اجازه داد بیشتر جزیره را تصرف کرده و وارد نیل سفید شوند و شهر القطینه را بگیرند. ظرف چند روز، جنگجویان نیروهای واکنش سریع تا ۲۵ کیلومتری سنار پیشروی کردند. در هفته‌های بعد، نیروهای واکنش سریع به مناطق روستایی قضارف و ایالت رود نیل رفتند، بدون آنکه حضور قابل‌توجهی ایجاد کنند. در ایالت سنار، نیروهای واکنش سریع پیشروی‌های جزئی دیگری داشتند اما تا پایان سال به شهر سنار حمله نکردند.
در میانهٔ این وخامت اوضاع، گزارش شد که نیروهای مسلح سودان در حال مسلح‌کردن غیرنظامیان هستند و مقامات دولتی در شرق کشور از مردم خواستند که بسیج شوند. البرهان در ایالت دریای سرخ سخنرانی عمومی پرشوری برای سربازان ایراد کرد و وعده داد شبه‌نظامیان غیرنظامی را برای جنگ با نیروهای واکنش سریع مسلح کند و علیه «استعمار» بجنگد که ناظران آن را اشاره‌ای به حمایت امارات متحدهٔ عربی از نیروهای واکنش سریع دانستند.

### ژانویه – آوریل ۲۰۲۴

نقشهٔ جنگ داخلی سودان در مارس ۲۰۲۴

#### سفر حمدتی به خارج
پس از سقوط ود مدنی، تلاش‌های «ایگاد» برای مذاکره بر سر آتش‌بس پیشرفت کرد، زیرا موقعیت تضعیف‌شدهٔ نیروهای مسلح سودان، آن‌ها را متمایل‌تر به ورود به مذاکرات کرده بود. در حالی که پیش‌تر مخالفت گروه‌های سیاسی اسلام‌گرا با مذاکره، مانع از آن شده بود که البرهان به تاریخ مشخصی متعهد شود، این بار او و حمدتی موافقت کردند که در ۲۸ دسامبر دیدار کنند. یک روز پیش از برگزاری این دیدار، این ملاقات لغو شد زیرا حمدتی از تمایل خود برای حضور منصرف شد.
به‌جای آن، رهبر نیروهای واکنش سریع به یک سفر دیپلماتیک رفت و با جت اجاره‌ای اماراتی با چند رهبر کشورهای آفریقایی دیدار کرد. یکی از دیدارهایی که به‌طور ویژه تبلیغ شد، سفر او به رواندا بود که طی آن با رئیس‌جمهور این کشور، پل کاگامه، دیدار کرد و از یادمان نسل‌کشی کیگالی بازدید نمود. در جریان این سفر، حمدتی همچنین با نخست‌وزیر پیشین، حمدوک، و سازمان تقدم او در آدیس آبابا دیدار کرد و نیروهای واکنش سریع در بیانیه‌ای که با میانجیگری تقدم تهیه شد، موافقت کردند که زندانیان سیاسی را آزاد کنند، گذرگاه‌های کمک‌های بشردوستانه را باز کنند و مذاکرات بیشتری با نیروهای مسلح سودان انجام دهند. ناظران این سفر را تلاشی از سوی حمدتی برای نشان‌دادن خود به‌عنوان رهبر سودان و بهبود وجههٔ بین‌المللی‌اش دانستند، چرا که اعتبار او پس از سقوط ود مدنی و به‌دلیل غارت‌های گسترده توسط نیروهای واکنش سریع به‌شدت آسیب دیده بود.
در ۵ ژانویه، البرهان سوگند یاد کرد که جنگ علیه نیروهای واکنش سریع را ادامه دهد و تلاش‌های تازه برای صلح را رد کرد و اعلام داشت که جنایات جنگی انجام‌شده توسط این نیروها، هرگونه مذاکره را منتفی می‌کند. در ۱۴ ژانویه، هر دو نفر حمدتی و البرهان دعوت‌نامه‌های رسمی از ایگاد برای شرکت در نشست پیش‌روی این سازمان در ۱۸ ژانویه دریافت کردند. حمدتی موافقت کرد که شرکت کند، اما البرهان از این کار خودداری نمود. در ۱۶ ژانویه، دولت سودان روابط خود را با ایگاد تعلیق کرد و این نهاد را به نقض حاکمیت سودان متهم نمود. این اقدام عملاً به تلاش‌های ایگاد برای میانجی‌گری در مذاکرات صلح پایان داد.

#### نبرد در کردفان و جزیره
با آغاز سال ۲۰۲۴، نیروهای واکنش سریع حملاتی را به کردفان جنوبی انجام دادند و نیروهای مسلح سودان را در شهر حبیله در کوه‌های نوبا شکست دادند و به‌سوی دلنج پیشروی کردند. در ۷ ژانویه، نیروهای واکنش سریع به مواضع نیروهای مسلح سودان در دلنج حمله کردند و با مقاومت شدید ارتش و شبه‌نظامیان مردمی روبه‌رو شدند. در جریان این نبرد، نیروهای «جنبش خلق برای آزادی سودان – شاخهٔ الحلو» وارد شهر شده و کنترل چند محله را به دست گرفتند. نیروهای این جنبش سپس به نیروهای واکنش سریع حمله کردند و این شبه‌نظامیان از شهر عقب‌نشینی کردند. نیروهای واکنش سریع پس از خروج از دلنج وارد شهر مجلد در کردفان غربی شدند و به‌راحتی کنترل آن را در دست گرفتند، زیرا شهر هیچ حضور سازمان‌یافته‌ای از نیروهای مسلح سودان نداشت. کردفان غربی طی چند ماه پیش از آن به‌دلیل آتش‌بس محلی که توسط رهبران قبیله مسیریه میانجی‌گری شده بود، نسبتاً از درگیری‌ها به‌دور بود، اما با افزایش تنش‌ها، شایعاتی پخش شد که نیروهای واکنش سریع قصد حمله به شهر محاصره‌شدهٔ بابنوسه و تیپ ۲۲ پیاده ارتش مستقر در آن را دارند.
در ژانویهٔ ۲۰۲۴، نیروهای واکنش سریع بر تثبیت دستاوردهای خود در ایالت جزیره تمرکز کردند. در ۱۷ ژانویه، درگیری در شرق المناقل، آخرین شهر بزرگ خارج از کنترل نیروهای واکنش سریع، گزارش شد. ارتش سودان با بالگرد سلاح‌هایی را به شهر منتقل کرد و آن‌ها را به‌طور گزینشی میان غیرنظامیان توزیع کرد تا از دفاع شهر حمایت کند. سازمان اطلاعات و امنیت ملی سودان نیز به‌طور گزینشی بر اساس وفاداری ادعایی، غیرنظامیان را جذب و مسلح کرد. در ۲۴ ژانویهٔ ۲۰۲۴، نیروهای واکنش سریع پس از ماه‌ها محاصره، حمله‌ای را به بابنوسه آغاز کردند و تا ۲۵ ژانویه، کنترل مرکز شهر را به دست گرفتند و وارد مقر تیپ ۲۲ پیاده شدند.
تا مارس ۲۰۲۴، نیروهای واکنش سریع مواضع خود را در ایالت جزیره حفظ کردند اما نتوانستند پیشروی کنند. این نیروها در ایالت جزیره به جذب نیرو مشغول بودند تا بتوانند از ارتش سودان در القضارف زمین بگیرند. جنبش عدالت و برابری که با ارتش متحد شده است، به ارتش در تقویت نیروهایش در القضارف برای یک ضدحمله با هدف بازپس‌گیری ود مدنی کمک کرد. در آوریل ۲۰۲۴، ارتش و متحدانش ضدحمله‌ای را آغاز کردند و از شرق و غرب ود مدنی برای بازپس‌گیری آن حمله کردند. در ۱۵ آوریل، درگیری‌ها در «المدینه العرب» گزارش شد.
در دسامبر ۲۰۲۴، نیروهای مسلح سودان عملیاتی تهاجمی را در جنوب ایالت جزیره آغاز کردند. این نیروها توانستند پیشروی اندکی داشته باشند که شامل بازپس‌گیری شهر «ود الحداد»، واقع در مرز ایالت سنار، بود. همچنین ام‌القرای را نیز بازپس گرفتند، اما نیروهای واکنش سریع دوباره این روستا را اشغال کردند.
در ژانویهٔ ۲۰۲۵، نیروهای مسلح سودان نخستین عملیات بزرگ نظامی سال ۲۰۲۵ را انجام دادند. ارتش توانست در ایالت جزیره پیشروی گسترده‌ای داشته باشد و در کردفان شمالی نیز دستاوردهایی کسب کند. در ۸ ژانویه، ارتش پس از نبردی سنگین که خساراتی به نیروهای واکنش سریع وارد کرد، شهر «حاج عبدالله» را بازپس گرفت. ارتش اعلام کرد که هفت خودروی نیروهای واکنش سریع منهدم شده است. یک روز بعد، ارتش به مواضع نیروهای واکنش سریع در «الشبرقه» در جنوب‌شرقی ایالت حمله کرد که به رهبری فرمانده میدانی «بسام ابو ساتور» انجام شد و به عقب‌نشینی نیروهای واکنش سریع و بازپس‌گیری شهر انجامید. همزمان در غرب ایالت، ارتش کنترل روستاهای «محله»، «طحله» و «الکومر الجعلیین» را به دست گرفت. در ۱۰ ژانویه، ارتش دوباره «ام‌القرای» را بازپس گرفت و «نیروهای سپر سودان» نیز «ود البیض» را تصرف کردند. این عملیات‌های موفق باعث شد که نیروهای مسلح سودان در نبرد ود مدنی در ۱۱ ژانویه از سه جبهه کنترل «ود مدنی» را بازپس گیرند.

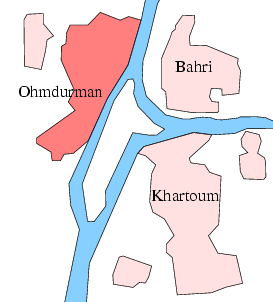
نقشهٔ طرح‌وار امدرمان به همراه خارطوم و خارطوم بحری. نیل سفید که از جنوب جاری می‌شود، با نیل آبی که از شرق می‌آید، تلاقی می‌کند.

پس از پیشروی در ایالت جزیره و خارطوم، نیروهای مسلح سودان برای نخستین بار عملیاتی نظامی را در کردفان شمالی آغاز کردند؛ این در حالی بود که از ابتدای جنگ در دارفور و کردفان در حالت دفاعی قرار داشتند. «نیروی صیاد» ارتش، کنترل کامل منطقهٔ ام‌روابه را به دست گرفت.
تا آغاز فوریه، ارتش سودان الحصاحیصا، تمبول و رفاعه را بازپس گرفت. بدین ترتیب، نیروهای واکنش سریع تنها کنترل شمال‌غربی ایالت جزیره را در اختیار داشتند.
در ۱۹ فوریه، نیروهای مسلح سودان شهر الرهد را آزاد کردند و تا ۲۳ فوریه، محاصرهٔ تقریباً دو سالهٔ الابیض را شکستند.

#### پیشروی نیروهای مسلح سودان در امدرمان
نیروهای مسلح سودان در فوریهٔ ۲۰۲۴ در امدرمان پیشروی کردند، نیروهای خود را در بخش شمالی شهر به هم رساندند و محاصرهٔ ۱۰ ماههٔ نیروهایشان در مرکز شهر را شکستند. ارتش همچنین کنترل ورزشگاه الهلال را به دست گرفت. تا فوریهٔ ۲۰۲۴، جبههٔ امدرمان تنها منطقه در سودان بود که نیروهای مسلح سودان در آن عملیات تهاجمی مداوم انجام داده و این امر نخستین پیشرفت مهم برای ارتش محسوب می‌شد.
در ۱۲ مارس، نیروهای مسلح سودان تلاش نیروهای واکنش سریع برای ضدحمله در امدرمان را دفع کرده و کنترل ساختمان مرکزی سازمان رادیو و تلویزیون ملی سودان را به دست گرفتند. نیروهای واکنش سریع همچنان کنترل خارطوم را در اختیار دارند و به تهدید خارطوم بحری ادامه می‌دهند.
تا آوریل ۲۰۲۴، درگیری‌ها در ایالت خارطوم ادامه داشت؛ نیروهای واکنش سریع کنترل جنوب و غرب امدرمان را در اختیار داشتند و نیروهای مسلح سودان کنترل شمال و شرق امدرمان را به دست گرفته بودند. همچنین نیروهای واکنش سریع بخش عمدهٔ خارطوم و خارطوم بحری را تحت کنترل داشتند. نیروهای مسلح سودان به آماده‌سازی برای عملیات تهاجمی به‌منظور آزادسازی پایگاه‌های محاصره‌شدهٔ خود در خارطوم بحری ادامه دادند.
تا مارس ۲۰۲۵، نیروهای مسلح سودان کنترل بیشتر شهر را در اختیار داشتند. در ۲۹ مارس، ارتش اعلام کرد که کنترل «بازار لیبی» در امدرمان را به دست گرفته و سلاح‌ها و تجهیزات باقی‌مانده از نیروهای واکنش سریع را ضبط کرده است. در همان روز، ارتش عملیات‌های تهاجمی جدیدی را به‌سوی شهر امبده در غرب امدرمان آغاز کرد.

### آوریل ۲۰۲۴ – دسامبر ۲۰۲۴

#### نبرد در دارفور
در ۱۵ آوریل، در جریان نبرد الفاشر، دست‌کم ۹ غیرنظامی در پی حملهٔ تازهٔ نیروهای واکنش سریع به شهر الفاشر در دارفور شمالی کشته شدند. نیروی مشترک دارفور به نیروهای واکنش سریع اعلان جنگ کرد و با نیروهای مسلح سودان متحد شد.
نبرد در الفاشر منابع نیروهای مسلح سودان را از سایر مناطق منحرف کرده و برنامه‌های ضدحملهٔ این نیرو برای بازپس‌گیری خارطوم و ود مدنی را مختل کرده بود. به‌ویژه این‌که ارتش سودان از منابع محدود هوایی خود برای اجرای حملات هوایی در دارفور شمالی و رساندن تدارکات به الفاشر از طریق پرتاب هوایی استفاده می‌کرد.
از آوریل ۲۰۲۴، درگیری در الفاشر شدت گرفته بود، در حالی که غیرنظامیان بدون امنیت و غذا در محاصره باقی مانده بودند. در گزارشی در ژوئن ۲۰۲۴، «گروه بین‌المللی بحران» هشدار داد که تشدید نبرد می‌تواند به کشتار جمعی منجر شود و تأکید کرد که همهٔ طرف‌ها باید تنش‌زدایی کنند. این گزارش گفت که سازمان ملل و ایالات متحده باید میانجی‌گری برای تنش‌زدایی را برعهده بگیرند و باید بر نیروهای واکنش سریع و حامیان اصلی آن، از جمله امارات متحدهٔ عربی، فشار بیاورند. این نهاد گفت که امارات باید نیروهای واکنش سریع را به عقب‌نشینی وادار کند و از همهٔ طرف‌ها خواست که به غیرنظامیان اجازهٔ فرار دهند، منطقه را برای ارسال کمک‌ها باز کنند و مذاکرات صلح ملی را از سر بگیرند.
در ۱۴ ژوئن ۲۰۲۴، نیروهای مسلح سودان اعلام کردند که علی یعقوب جبرئیل، یکی از فرماندهان ارشد نیروهای واکنش سریع، را در الفاشر کشته‌اند. ایالات متحده در مه ۲۰۲۴ او را به دلیل به خطر انداختن غیرنظامیان در دارفور تحریم کرده بود. در ژوئن ۲۰۲۴، روزنامهٔ نیویورک تایمز گزارش داد که بیش از ۴۰ روستا از آوریل ۲۰۲۴ در الفاشر به آتش کشیده شده‌اند.
درگیری‌ها در الفاشر همچنان ادامه دارد و این شهر آخرین پایگاه نیروهای مسلح سودان در دارفور باقی مانده است. تا سپتامبر ۲۰۲۴، نیروهای واکنش سریع به مناطق مرکزی الفاشر پیشروی کرده و کنترل نیروهای مسلح سودان به کمترین میزان خود از زمان آغاز درگیری شدید در مه ۲۰۲۴ رسیده بود.

#### نبرد در کردفان
تا مه ۲۰۲۴، درگیری‌ها در بابنوسه، کردفان غربی ادامه داشت. نیروهای واکنش سریع در حال اجرای حمله‌ای برای تلاش به تصرف کردفان غربی بودند. گزارش‌هایی نیز از نبرد در کردفان شمالی منتشر شد.
در ۲۰ ژوئن ۲۰۲۴، نیروهای واکنش سریع الفولا، پایتخت کردفان غربی را پس از عقب‌نشینی نیروهای مسلح سودان از شهر در پی چند ساعت نبرد، تصرف کردند. نیروهای مسلح سودان به بابنوسه، تنها پایگاه باقی‌ماندهٔ خود در کردفان، عقب‌نشینی کردند.

#### نبرد در امتداد نیل

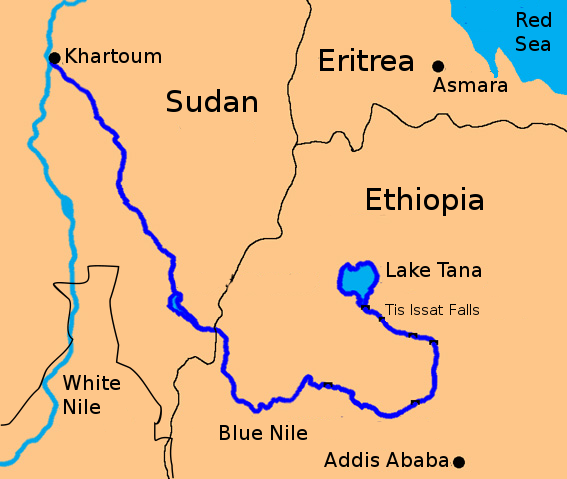
نقشهٔ نیل آبی و نیل سفید

در مه ۲۰۲۴، نیروهای واکنش سریع حملاتی را علیه نیروهای مسلح سودان بین ایالت خارطوم و ایالت رود نیل، و همچنین در ایالت نیل سفید نزدیک مرز با ایالت جزیره آغاز کردند. نیروهای مسلح سودان نیروهای خود را در ایالت رود نیل برای مقابله با تهاجم احتمالی به خارطوم بحری آماده کردند. در ژوئن ۲۰۲۴، نیروهای واکنش سریع همچنان کنترل خارطوم و خارطوم شمالی را در دست داشتند، هرچند نیروهای مسلح سودان یک محاصره‌شکسته در هر یک از این دو منطقه داشت که از طریق پرتاب هوایی تدارک می‌شد.
اواخر ژوئن ۲۰۲۴، نیروهای واکنش سریع حمله‌ای را در مناطق اطراف شهر سنار آغاز کردند. این نیروها به سمت غرب شهر حمله کردند و نیروهای مسلح سودان را وادار به اعزام نیروهای کمکی برای مقابله با حملهٔ احتمالی به خود سنار کردند. با این حال، نیروهای واکنش سریع سنار را دور زدند و به سمت جنوب و سِنجه، پایتخت ایالت سنار، حمله کرده و در ۲۹ ژوئن این شهر کم‌دفاع را تصرف کردند. این اقدام مانع از تقویت نیروهای سنار از سمت جنوب شد و فشار بر شهر را افزایش داد.
پس از سقوط سِنجه، مقاومت نیروهای مسلح سودان در بخش‌های زیادی از جنوب سنار فروپاشید و نیروهای واکنش سریع توانستند شهرهای دِندر، مزموُن و ودالنَیل را با مقاومت اندک تصرف کنند. یک نیروی مشترک متشکل از لشکر دوم پیاده‌نظام نیروهای مسلح سودان مستقر در القضارف و یک گردان از جنبش عدالت و برابری به دِندر حمله کرده و در ۱ ژوئیه آن را بازپس گرفتند، اما طی چند روز بعد دوباره توسط نیروهای واکنش سریع عقب رانده شدند.
در ۲۰ ژوئیه، نیروهای واکنش سریع از کشته شدن سرتیپ عبدالرحمن البیشی، رئیس عملیات این نیرو در سنار و نیل آبی (ایالت)، خبر دادند و رسانه‌های سودانی گزارش دادند که او در یک حمله هوایی نیروهای مسلح سودان کشته شده است.
در ۳ اوت، نیروهای واکنش سریع نخستین حمله خود به ایالت نیل آبی را از آغاز جنگ انجام دادند و کنترل منطقه التَضامُن محل مناقشه با نیروهای مسلح سودان شد. در ۱۵ اوت ۲۰۲۴، کشتار گلگانی توسط نیروهای واکنش سریع انجام شد که دست‌کم ۱۰۸ نفر را کشتند، که شامل دست‌کم ۲۴ زن و کودک بودند.

#### عملیات‌های نیروهای مسلح سودان
با فرارسیدن سپتامبر ۲۰۲۴، برای نخستین‌بار از آغاز جنگ، توازن قدرت به‌نظر می‌رسید که به‌سوی نیروهای مسلح سودان متمایل شده است. در ۲۶ سپتامبر، نیروهای مسلح سودان حملهٔ بزرگی را علیه مواضع نیروهای واکنش سریع در خارطوم آغاز کردند. این حمله از سه جبهه، از جنوب، شرق و غرب پایتخت، انجام شد. حملات هوایی نیروهای مسلح سودان که چهار کشته و ۱۴ زخمی بر جای گذاشت، از بامداد آغاز شد و به‌دنبال آن درگیری‌ها در داخل شهر رخ داد. گفته می‌شود نیروهای مسلح سودان سه پل کلیدی از جمله پل ام‌درمان را که پیش‌تر به‌عنوان خط جدایی میان کنترل دولت و نیروهای واکنش سریع عمل می‌کرد، تصرف کردند. در برابر دشمنی که به‌راحتی دیده نمی‌شد، نیروهای مسلح سودان در جنگ شهری گرفتار شدند و تک‌تیراندازان نیروهای واکنش سریع مکرراً پیشروی پیاده‌نظام را متوقف می‌کردند.
اکتبر ۲۰۲۴ مرگبارترین ماه برای غیرنظامیان سودانی از آغاز جنگ بود. در خارطوم، نیروهای واکنش سریع بی‌وقفه مناطق تحت کنترل نیروهای مسلح سودان را گلوله‌باران کردند که این امر به بمباران بی‌هدف و روزانهٔ مناطق غیرنظامی انجامیده است. تشدید حمله هوایی‌های نیروهای مسلح سودان علیه مواضع نیروهای واکنش سریع ده‌ها کشتهٔ غیرنظامی برجای گذاشت. در اکتبر ۲۰۲۴، نیروهای مسلح سودان همچنین پاتک‌هایی را در ایالت‌های سنار و جزیره آغاز کردند که با موفقیت از نیروهای واکنش سریع بازپس گرفته شدند. از ۲۰ اکتبر ۲۰۲۴، نیروهای واکنش سریع کشتارهای شرق ایالت جزیره ۲۰۲۴ را انجام دادند که دست‌کم ۳۰۰ کشته و ۲۰۰ زخمی برجای گذاشت.
بر اساس گزارشی از روزنامهٔ فرانسوی لو موند، تا نوامبر ۲۰۲۴، جنگ در سودان احتمالاً وارد خطرناک‌ترین مرحلهٔ خود از زمان آغاز در آوریل ۲۰۲۳ شده است. هر دو طرف، نیروهای مسلح سودان و نیروهای واکنش سریع، به‌طور رسمی حل جنگ داخلی از راه مذاکره را رد کرده‌اند و تنها گزینهٔ موجود جنگ تمام‌عیار است. در طول فصل مرطوب اخیر که باعث کاهش موقت درگیری‌ها شد، هر طرف مجدداً تسلیح و سازماندهی نیروهای خود را انجام داد. بسیاری از سودانی‌های عادی، حتی منتقدان جدی نیروهای مسلح سودان، به‌طور فزاینده‌ای در واکنش به جنایات جنگی و خشونت‌های نیروهای واکنش سریع، از نیروهای مسلح سودان حمایت کرده‌اند. نیروهای مسلح سودان به‌طور فزاینده‌ای به شبکه‌های اسلام‌گرا وابسته شده‌اند، چرا که این جنبش‌ها بسیاری از غیرنظامیان را از گردان‌های مقاومت مردمی بسیج کرده‌اند. به‌ویژه گردان البراء بن مالک در حال حاضر در خط مقدم خارطوم علیه نیروهای واکنش سریع می‌جنگد و در نتیجه محبوبیت یافته است. در ۲۳ نوامبر، نیروهای مسلح سودان پس از یک حمله، سِنجه را بازپس گرفتند.

### ۲۰۲۵

#### عملیات‌های ژانویه و فوریهٔ ۲۰۲۵
نیروهای مسلح سودان در ۱۱ ژانویهٔ ۲۰۲۵، ود مدنی، پایتخت ایالت جزیره را بازپس گرفتند. در ۸ فوریهٔ ۲۰۲۵، نیروهای مسلح سودان تقریباً کنترل کامل شمال خارطوم را به‌دست گرفتند و با تشدید حملهٔ خود، آمادهٔ بازپس‌گیری پایتخت، خارطوم، شدند. در ۲۴ فوریهٔ ۲۰۲۵، نیروهای واکنش سریع مسئولیت سرنگونی یک هواپیمای ایلیوشین ساخت روسیه در نیالا را برعهده گرفتند. در همین حال، نیروهای واکنش سریع دولتی رقیب را در نایروبی، پایتخت کنیا، اعلام کردند که دولت همسو با نیروهای مسلح سودان از به‌رسمیت‌شناختن آن خودداری کرد.

#### آزادسازی خارطوم
در ۲۰ مارس ۲۰۲۵، نیروهای مسلح سودان اعلام کردند که تنها ۵۰۰ متر با کاخ ریاست‌جمهوری سودان فاصله دارند و روز بعد آن را تصرف کردند. در ۲۲ مارس، نیروهای مسلح سودان همچنین ساختمان‌های بانک مرکزی سودان و سازمان اطلاعات عمومی سودان را در خارطوم بازپس گرفتند. این نیروها همچنین جزیرهٔ توتی را که در محل تلاقی نیل آبی و نیل سفید واقع است، پس از پیشروی از طریق پل توتی بازپس گرفتند. در ۲۶ مارس، آن‌ها فرودگاه بین‌المللی خارطوم و جبل اولیا، که به‌عنوان آخرین پایگاه نیروهای واکنش سریع در پایتخت شناخته می‌شد، را بازپس گرفتند و البرهان در همان روز آزادسازی خارطوم را اعلام کرد. در ۲۰ مه، نیروهای مسلح سودان اعلام کردند که ایالت خارطوم را از وجود نیروهای واکنش سریع پاک‌سازی کرده‌اند.

#### عملیات‌های آوریل ۲۰۲۵
در آوریل ۲۰۲۵، نیروهای واکنش سریع حملهٔ گسترده‌ای را در دارفور شمالی آغاز کردند که هدف آن تصرف الفاشر، آخرین مرکز ایالتی در این منطقه تحت کنترل نیروهای مسلح سودان بود. از ۱۱ آوریل، حملات زمینی و هوایی نیروهای واکنش سریع الفاشر و اردوگاه‌های آوارگان اطراف، از جمله اردوگاه پناهندگان زمزم و ابو شوق را هدف قرار داد. تا ۱۳ آوریل، نیروهای واکنش سریع پس از نبردهای شدید که بیش از ۲۰۰ غیرنظامی، از جمله کودکان و کارکنان امداد را به‌کشته داد، مدعی کنترل اردوگاه زمزم شدند. نیروهای مسلح سودان اتهامات نیروهای واکنش سریع دربارهٔ نظامی‌کردن اردوگاه را رد کردند، در حالی که گروه‌های حقوق بشری موارد گسترده‌ای از سوءاستفاده توسط نیروهای واکنش سریع، از جمله قتل‌های هدفمند و خشونت جنسی، را مستند کردند.

#### عملیات‌های مه ۲۰۲۵
در ۱ مهٔ ۲۰۲۵، نیروهای واکنش سریع اعلام کردند که النهود، یک شهر راهبردی در کردفان غربی که پیش‌تر توسط نیروهای مسلح سودان برای اعزام نیرو به دارفور استفاده می‌شد، را تصرف کرده‌اند. در ۵ مه، نیروهای واکنش سریع برای نخستین بار بندر سودان را با پهپاد هدف قرار دادند.
با وجود ناکامی‌های اولیه، الخوی در کردفان غربی در ۱۱ مه توسط نیروهای مسلح سودان بازپس گرفته شد، و در ۱۳ مه، شهر الحمادی در کردفان جنوبی که مرکز اداری قبیله حوازمه به‌شمار می‌رود، نیز همراه با برخی پایگاه‌های جنوبی ام درمان که پیش‌تر در اختیار نیروهای واکنش سریع بود، از جمله محلهٔ الجامعه و تمام محلهٔ الشقله، بازپس گرفته شد.
در ۱۹ مه، نیروهای مسلح سودان وادی العطرون در الملحه را که در یک جادهٔ راهبردی میان ایالت شمالی و دارفور شمالی قرار دارد، تصرف کردند. تا ۲۰ مه، نیروهای مسلح سودان مدعی شدند که نیروهای واکنش سریع را به‌طور کامل از ایالت خارطوم بیرون رانده‌اند. در ۲۱ مه، نیروهای مسلح سودان اعلام کردند که ایالت نیل سفید را از حضور نیروهای واکنش سریع پاک‌سازی کرده‌اند. در ۲۳ مه، نیروهای مسلح سودان از تصرف شهر راهبردی الدبیبات در کردفان جنوبی خبر دادند.

#### عملیات‌های ژوئن ۲۰۲۵
در ۱۰ ژوئن، بخشی از مثلث مرزی میان سودان، لیبی و مصر در جبل العوینات توسط نیروهای واکنش سریع و ارتش ملی لیبی (LNA) به رهبری خلیفه حفتر مورد حمله قرار گرفت که به‌طور مستقیم وارد قلمرو تحت کنترل نیروهای مسلح سودان شدند. در ۱۱ ژوئن، نیروهای واکنش سریع اعلام کردند که به‌طور کامل بر این منطقه مسلط شده‌اند؛ نیروهای مسلح سودان عقب‌نشینی کرده و ارتش ملی لیبی را به‌دلیل این حملات محکوم کردند. تا ۱۶ ژوئن، نیروهای واکنش سریع کل مرز سودان-لیبی را به تصرف خود درآوردند. در ۲۲ ژوئن، پس از چند روز نبرد، جنبش خلق برای آزادی سودان – جناح الحلو جادهٔ ارتباطی کادوقلی و دلنج را قطع کرده و آن‌ها را در محاصره قرار داد. در ۲۶ ژوئن، نیروهای مسلح سودان ملکن را در جبههٔ نیل آبی به‌عنوان بخشی از تلاش‌ها برای حذف پایگاه‌های نیروهای واکنش سریع بازپس گرفتند. نیروهای مسلح سودان در ۲۸ ژوئن ضدحمله‌ای انجام دادند و جادهٔ میان دلنج و کادوقلی را بازگشایی کردند.

#### عملیات‌های ژوئیه ۲۰۲۵
در ۷ ژوئیهٔ ۲۰۲۵، نیروهای مسلح سودان اعلام کردند که کنترل منطقهٔ اطراف کزقیل را که مناطق کردفان شمالی و کردفان جنوبی را به هم متصل می‌کند، به‌دست گرفته‌اند.

## تلفات و جنایات جنگی
بر اساس اعلام سازمان ملل متحد، ۷۰۰٬۰۰۰ کودک در سودان به‌دلیل جنگ با سطوح حاد سوءتغذیه مواجه‌اند. طبق اعلام سازمان ملل، در دارفور «کمبود مواد غذایی و افزایش شدید قیمت‌ها باعث تعطیلی آشپزخانه‌های محلی شده است. گرسنگی و سوءتغذیه گسترده موجب چندین مرگ شده و برخی از ساکنان را وادار به خوردن خوراک دام کرده است».
بر اساس گزارشی که در نوامبر ۲۰۲۴ توسط لو موند منتشر شد، این جنگ ممکن است بیش از ۱۵۰٬۰۰۰ غیرنظامی را در اثر بمباران‌ها، کشتارها، گرسنگی و بیماری کشته باشد. مجموع تلفات احتمالاً به‌طور قابل توجهی بیش از ۱۵۰٬۰۰۰ نفر است. گزارشی در نوامبر ۲۰۲۴ از دانشکدهٔ بهداشت و پزشکی گرمسیری لندن برآورد کرد که تنها در ایالت خارطوم، بین آوریل ۲۰۲۳ تا ژوئن ۲۰۲۴، بیش از ۶۱٬۰۰۰ نفر جان باخته‌اند.
در اوایل درگیری، پزشکان حاضر در میدان هشدار دادند که آمار اعلام‌شده شامل همهٔ قربانیان نمی‌شود، زیرا مردم به‌دلیل محدودیت‌های رفت‌وآمد نمی‌توانستند به بیمارستان‌ها برسند. کمی پس از آغاز جنگ، سخنگوی هلال احمر سودان گفت که تعداد قربانیان «کم نیست». سلطنت دار مسالیت در ۲۰ ژوئن ۲۰۲۳ اعلام کرد که تنها در دارفور غربی بیش از ۵٬۰۰۰ نفر کشته و حدود ۸٬۰۰۰ نفر زخمی شده‌اند. یک رهبر قبیلهٔ مسالیت نیز در ۲۲ ژوئیه ۲۰۲۳ به شبکهٔ خبری آین سودان گفت که بیش از ۱۰٬۰۰۰ نفر در این ایالت کشته شده‌اند. دادستان‌های سودانی بیش از ۵۰۰ پروندهٔ مفقودشدن در سراسر کشور ثبت کردند که برخی از آن‌ها ناپدید شدن قهری بوده و عمدتاً به نیروهای واکنش سریع نسبت داده شده است. در ۲ مهٔ ۲۰۲۴، در یک جلسهٔ استماع سنای آمریکا دربارهٔ جنگ، برآورد شد که بین ۱۵٬۰۰۰ تا ۳۰٬۰۰۰ نفر کشته شده‌اند، اما این رقم را کمتر از واقعیت و با ضریب خطای ۱۰ تا ۱۵ دانستند و گفتند تلفات واقعی می‌تواند تا ۱۵۰٬۰۰۰ نفر باشد. تا ۲۷ مهٔ ۲۰۲۴، داده‌های پروژهٔ داده‌های رویداد و مکان درگیری مسلحانه ۱۷٬۰۴۴ کشته را ثبت کرده‌اند.
در ۲۹ مارس ۲۰۲۵، «گروه سودانی دفاع از حقوق و آزادی‌ها» اعلام کرد که از آغاز جنگ تاکنون ۵۰٬۰۰۰ پروندهٔ مفقودشدن ثبت کرده است.

### دارفور
در الجنینه، دارفور غربی، درگیری‌های قومی که در آخرین هفتهٔ آوریل ۲۰۲۳ آغاز شد، دست‌کم ۱٬۱۰۰ کشته برجای گذاشت، در حالی که سلطنت دار مسالیت اعلام کرد بیش از ۵٬۰۰۰ نفر کشته و حدود ۸٬۰۰۰ نفر در این شهر زخمی شده‌اند. در ژوئیهٔ ۲۰۲۳، یکی از رهبران قبیلهٔ مسالیت ادعا کرد که تنها در دارفور غربی بیش از ۱۰٬۰۰۰ نفر کشته شده‌اند و ۸۰٪ از ساکنان الجنینه گریخته‌اند.
قتل‌عام‌ها در شهرهایی مانند طویله و مستری ثبت شد، و یک گور دسته‌جمعی در الجنینه کشف شد که حاوی اجساد ۸۷ نفر کشته‌شده در درگیری‌ها بود. چندین روشنفکر، سیاستمدار، حرفه‌ای و اشراف نیز ترور شدند. بیشتر این جنایات به نیروهای واکنش سریع و شبه‌نظامیان عرب متحد آن‌ها نسبت داده شد. دولت بریتانیا، شاهدان و سایر ناظران، خشونت در منطقه را معادل پاک‌سازی قومی یا حتی نسل‌کشی توصیف کردند، و گروه‌های غیرعرب مانند مسالیت را قربانیان اصلی دانستند. «مجیب‌الرحمن یعقوب»، معاون کمیسر امور پناهندگان در دارفور غربی، این خشونت‌ها را بدتر از جنگ دارفور در سال ۲۰۰۳ و نسل‌کشی رواندا در ۱۹۹۴ خواند.
دو تبعهٔ یونانی که در ۱۵ آوریل در کلیسایی گرفتار شده بودند، هنگام تلاش برای خروج و در حین تبادل آتش، از ناحیهٔ پا مجروح شدند. یک کارگر مهاجر فیلیپینی و یک دانشجوی اندونزیایی در مدرسه‌ای در خارطوم بر اثر اصابت گلولهٔ سرگردان زخمی شدند. در ۱۷ آوریل، سفیر اتحادیهٔ اروپا در سودان، ایدن اوهارا از ایرلند، توسط «مردان مسلح ناشناس با لباس نظامی» در خانه‌اش مورد حمله قرار گرفت؛ او جراحات جزئی برداشت و توانست از ۱۹ آوریل به کار بازگردد. در ۲۳ آوریل، به یک کاروان تخلیهٔ فرانسوی تیراندازی شد که به زخمی‌شدن یک نفر انجامید. دولت فرانسه بعداً تأیید کرد که این فرد یک سرباز فرانسوی بوده است. یک کارمند سفارت مصر در جریان مأموریت تخلیه بر اثر اصابت گلوله زخمی شد.

### تلفات اتباع خارجی
| کشور                  | تعداد کشته‌ها | ارجاع   |
| --------------------- | ------------ | ------- |
| اتیوپی                | ۱۵           | [ ۳۱۶ ] |
| سوریه                 | ۱۵           | [ ۳۱۷ ] |
| جمهوری دموکراتیک کنگو | ۱۰           | [ ۳۱۸ ] |
| اریتره                | ۹            | [ ۳۱۹ ] |
| ایالات متحده آمریکا   | ۲            | [ ۳۲۰ ] |
| هند                   | ۱            | [ ۳۲۱ ] |
| ترکیه                 | ۱            | [ ۳۲۲ ] |

غیرنظامیان، از جمله ۱۵ سوری، ۱۵ اتیوپیایی و ۹ اریتره‌ای در سراسر کشور کشته شده‌اند. یک شهروند هندی که در خارطوم کار می‌کرد، در ۱۵ آوریل بر اثر اصابت گلولهٔ سرگردان جان باخت. دو آمریکایی کشته شدند که یکی از آن‌ها استادی در دانشگاه خارطوم بود و هنگام تخلیه با ضربات چاقو به قتل رسید. یک دختر دو سالهٔ اهل ترکیه کشته شد و والدینش پس از اصابت موشک به خانه‌شان در ۱۸ آوریل زخمی شدند. ده دانشجوی جمهوری دموکراتیک کنگو در حملهٔ هوایی نیروهای مسلح سودان به دانشگاه بین‌المللی آفریقا در خارطوم در ۴ ژوئن کشته شدند. نیروهای مسلح سودان ادعا کردند که دستیار وابستهٔ نظامی مصر با آتش نیروهای واکنش سریع در حالی که با خودرویش در خارطوم حرکت می‌کرد، کشته شد، اما سفیر مصر این موضوع را تکذیب کرد.

#### تخلیهٔ شهروندان خارجی
آغاز خشونت باعث شد دولت‌های خارجی اوضاع سودان را زیر نظر بگیرند و به سمت تخلیه و بازگرداندن شهروندان خود حرکت کنند. از جمله کشورهایی که شمار زیادی از اتباعشان در سودان حضور دارند مصر است که بیش از ۱۰٬۰۰۰ شهروند در این کشور دارد، و ایالات متحده که بیش از ۱۶٬۰۰۰ شهروند دارد که بیشتر آن‌ها دارای تابعیت مضاعف هستند. تلاش‌ها برای تخلیه به دلیل درگیری‌ها در پایتخت خارطوم، به‌ویژه در داخل و اطراف فرودگاه، با مشکل مواجه شد. این امر باعث شد که تخلیه‌ها از طریق جاده به پورت سودان در دریای سرخ که حدود ۶۵۰ کیلومتر (۴۰۰ مایل) در شمال‌شرقی خارطوم قرار دارد انجام شود، و از آنجا مستقیماً با هواپیما یا کشتی به کشورهای مبدأ یا کشورهای ثالث منتقل شوند. دیگر تخلیه‌ها از طریق گذرگاه‌های مرزی زمینی یا پروازهای هوایی از مأموریت‌های دیپلماتیک و مکان‌های تعیین‌شدهٔ دیگر با مشارکت مستقیم ارتش‌های برخی کشورهای مبدأ انجام شد. برخی از مراکز ترانزیت مورد استفاده در طول این عملیات شامل بندر جده در عربستان سعودی و جیبوتی بود که میزبان پایگاه‌های نظامی ایالات متحده، چین، ژاپن، فرانسه و دیگر کشورهای اروپایی است.

### جنایت‌های جنگی
در الجنینه، دارفور غربی، نیروهای واکنش سریع و میلیشیاهای عرب بیش از ۱۵٬۰۰۰ نفر غیرعرب را کشتند. در ۲۲ ژوئیه، یکی از رهبران قبیلهٔ ماسالیت ادعا کرد که تنها در دارفور غربی بیش از ۱۰٬۰۰۰ نفر کشته شده‌اند و ۸۰٪ از ساکنان الجنینه گریخته‌اند. کشتارهای جمعی علیه ماسالیت در شهرهایی مانند طویله، سربا،  ارداماتا، کوتوم و میسترِی ثبت شده است، در حالی که گورهای دسته‌جمعی در اطراف الجنینه کشف شد. دولت‌های بریتانیا و ایالات متحده، شاهدان و سایر ناظران خشونت در منطقه را معادل پاکسازی قومی یا حتی نسل‌کشی توصیف کردند، و گروه‌های غیرعرب مانند ماسالیت قربانیان اصلی بودند. نیروهای واکنش سریع و میلیشیاهای عرب همچنین به دزدی‌های گسترده، غارت مواد غذایی که برای تغذیهٔ ۴٫۴ میلیون نفر در نظر گرفته شده بود، و خشونت جنسی علیه زنان سودانی و خارجی، به‌ویژه زنان ماسالیت و غیرعرب متهم شده‌اند. سازمان‌های غیردولتی برآورد کرده‌اند که شمار واقعی قربانیان خشونت جنسی ممکن است تا ۴٬۴۰۰ نفر باشد. از سازمان ملل خواسته شد تحقیقاتی را آغاز کند و به دولت‌ها توصیه شد که منابعی برای کمک به بازماندگان اختصاص دهند.
نیروهای واکنش سریع و میلیشیاهای عرب در سودان همچنین به شکنجه و قتل هدفمند روشنفکران، سیاستمداران، متخصصان و رهبران قبایل متهم شده‌اند. قربانیان شاخص شامل آدم زکریا اسحاق، پزشک و فعال حقوق بشر، و خامیس اباکر، فرماندار دارفور غربی، بودند که ربوده، شکنجه و اعدام شد.  نیروهای واکنش سریع همچنین خانواده‌های مخالفان خود، مانند خانوادهٔ مصطفی تمبور را هدف قرار دادند. نیروهای مسلح سودان و نیروهای واکنش سریع به تهدید، حمله و کشتن روزنامه‌نگاران و فعالان در طول درگیری متهم شده‌اند. سندیکای روزنامه‌نگاران سودان بیش از ۴۰ مورد نقض را تنها در ماه مه ۲۰۲۳ ثبت کرد. چندین روزنامه‌نگار زخمی یا کشته شدند و ۱۳ روزنامه فعالیت خود را متوقف کردند. کارکنان کمک‌های بشردوستانه نیز هدف قرار گرفتند که ۱۸ نفر از آن‌ها کشته و بسیاری دیگر بازداشت شدند.
دیوان کیفری بین‌المللی و عفو بین‌الملل در حال تحقیق دربارهٔ جنایت‌های جنگی و جنایت‌های علیه بشریت ارتکاب‌یافته در طول جنگ هستند. نیروهای مسلح سودان نیروهای واکنش سریع را عامل ارتکاب این جنایت‌ها معرفی کردند. ژنرال عبدالفتاح البرهان (فرمانده نیروهای مسلح سودان) کمیته‌ای را برای تحقیق دربارهٔ این اتهامات تشکیل داد. چندین کشور پیش‌نویس قطعنامه‌ای را به شورای حقوق بشر سازمان ملل متحد برای تحقیق دربارهٔ این جنایت‌ها ارائه کردند. شورای حقوق بشر سازمان ملل متحد به ایجاد کمیتهٔ حقیقت‌یاب دربارهٔ این جرایم رأی مثبت داد. دیده‌بان حقوق بشر و هیئت کمک‌های انتقالی یکپارچهٔ سازمان ملل در سودان خواستار اقداماتی برای حفاظت از غیرنظامیان شدند.
در ۱۱ ژوئیهٔ ۲۰۲۵، دیوان کیفری بین‌المللی (ICC) به شورای امنیت سازمان ملل گزارش داد که در منطقهٔ دارفور سودان جنایت‌های جنگی و جنایت‌های علیه بشریت در حال وقوع است، از جمله یک بحران شدید انسانی با بیش از ۳۰ میلیون نفر نیازمند کمک، در میانهٔ درگیری‌های جاری.

## دخالت خارجی
در ژوئیهٔ ۲۰۲۴، عفو بین‌الملل گزارش داد که حجم زیادی از سلاح‌ها و مهمات تازه‌ساخت از چین، روسیه، ترکیه، یمن، امارات متحدهٔ عربی و صربستان به سودان منتقل می‌شود.

### چاد
در ۷ ژوئن ۲۰۲۳، حسین الامین چاو-چاو، یک مخالف چادی که به همان گروه قومی حمیدتی تعلق دارد و مدعی است که رهبر جنبش مبارزه با ستمدیدگان در چاد (MFOC) است که علیه دولت رئیس‌جمهور محمد دبی می‌جنگد، ویدئویی منتشر کرد که مشارکت خود را در حملهٔ نیروهای واکنش سریع به کارخانه مهمات یرموک در خارطوم نشان می‌داد.
در ۱۷ نوامبر ۲۰۲۳، جنبش آزادی‌بخش سودان-مناوی و جنبش عدالت و برابری (JEM) دولت چاد را به حمایت از نیروهای واکنش سریع و «تأمین تجهیزات نظامی و مزدوران از طریق باز کردن قلمرو و حریم هوایی خود» متهم کردند. گزارشی از افریکا آنالیست ادعا کرد که سربازان چادیِ متعلق به یک فرماندهی مشترک چادی-سودانی تحت فرمان عثمان بحر، محموله‌ای از تجهیزات نظامی را که برای نیروهای واکنش سریع در راه از انجامنا بود رهگیری کرده و آن را به جنبش عدالت و برابری تحویل دادند که این جنبش آن را تکذیب کرد. اکونومیست ارتباطی میان دریافت حمایت مالی دولت نظامی چاد از امارات متحدهٔ عربی و اجازهٔ آن برای حمایت از نیروهای واکنش سریع از طریق فرودگاه امجاراس مطرح کرد.
پس از اتهامات معاون فرماندهٔ نیروهای مسلح سودان، یاسر العطا، مبنی بر حمایت دولت چاد از نیروهای واکنش سریع، دولت چاد بی‌نتیجه خواستار عذرخواهی از سفیر سودان شد و در ۱۷ دسامبر چهار دیپلمات سودانی را از کشور اخراج کرد.
در ۵ نوامبر ۲۰۲۴، دولت سودان شکایتی را به کمیسیون آفریقایی حقوق بشر و ملت‌ها ارائه کرد و خواستار غرامت از چاد به دلیل حمایت از نیروهای واکنش سریع شد و چاد را به نقض قوانین بین‌المللی متهم کرد.

### چین
گزارش ۲۰۲۴ عفو بین‌الملل چین را به‌عنوان تأمین‌کنندهٔ سلاح‌هایی که به تشدید درگیری دامن می‌زنند و ناقض تحریم تسلیحاتی دارفور است، برجسته کرد. سلاح‌های ساخت اخیر چین هم در اختیار نیروهای مسلح سودان و هم نیروهای واکنش سریع شناسایی شده‌اند، هرچند موضع رسمی چین از اذعان به حمایت مستقیم از هر یک از طرف‌ها خودداری می‌کند. چین در ابتدا به اصل عدم مداخله پایبند بود، شهروندان خود را تخلیه کرد و بدون جانب‌داری خواستار صلح شد. این رویکرد مشابه رفتار چین در درگیری‌های گذشته بود که در آن ثبات برای حفاظت از منافع اقتصادی در اولویت قرار داشت. راهبرد چین در سودان با ابتکار کمربند و جاده گره خورده است و هدف آن تضمین مسیرهای تجاری دریای سرخ و پیوندهای زیرساختی است. جنگ داخلی این جاه‌طلبی‌ها را به تأخیر انداخت و ترجیح چین به داشتن یک دولت باثبات و همکار در خارطوم را تقویت کرد. برخلاف روسیه که به‌طور نظامی از نیروهای واکنش سریع حمایت کرده یا ایالات متحده که به دنبال تحریم و میانجی‌گری است، چین تداوم اقتصادی را بر همسویی ایدئولوژیک مقدم می‌دارد. در ۹ ژانویهٔ ۲۰۲۵، چین ۱۲۵۰ تُن کمک غذایی اضطراری اهدا کرد که قرار است میان همهٔ ایالت‌ها توزیع شود.

### مصر
در ۱۵ آوریل، نیروهای واکنش سریع از طریق توییتر مدعی شدند که نیروهای مصری را در نزدیکی مروی اسیر کرده‌اند، و یک هواپیمای نظامی با نشان‌های نیروی هوایی مصر. در ابتدا، هیچ توضیح رسمی دربارهٔ حضور نیروهای مصری داده نشد، در حالی که مصر و سودان به دلیل تنش‌های دیپلماتیک با اتیوپی همکاری نظامی داشته‌اند. بعدتر نیروهای مسلح مصر اعلام کردند که حدود ۲۰۰ سرباز این کشور برای انجام تمرینات با ارتش سودان در این کشور حضور داشته‌اند. در همان زمان، گزارش شد که نیروهای مسلح سودان، نیروهای واکنش سریع را در پایگاه هوایی مروی محاصره کرده‌اند. در نتیجه، ارتش مصر اعلام کرد که برای حفظ امنیت پرسنل خود اوضاع را تحت نظر دارد. نیروهای واکنش سریع بعداً اعلام کردند که برای بازگرداندن سربازان به مصر همکاری خواهند کرد. در ۱۹ آوریل، نیروهای واکنش سریع اعلام کردند که سربازان را به خارطوم منتقل کرده‌اند و «در فرصت مناسب» آن‌ها را تحویل خواهند داد. از میان نیروهای مصری اسیرشده، ۱۷۷ نفر آزاد شده و همان روز با سه هواپیمای نظامی مصری که از فرودگاه خارطوم به پرواز درآمدند، به مصر بازگردانده شدند. ۲۷ سرباز باقی‌مانده که از نیروی هوایی مصر بودند، در سفارت مصر پناه گرفتند و بعداً تخلیه شدند.
در ۱۶ آوریل ۲۰۲۳، نیروهای واکنش سریع مدعی شدند که نیروهایشان در پورت سودان مورد حملهٔ هواگردهای خارجی قرار گرفته‌اند و نسبت به هرگونه مداخلهٔ خارجی هشدار دادند. به گفتهٔ سیا، کامرون هادسون، تحلیل‌گر پیشین این سازمان، جنگنده‌های مصری بخشی از این کارزارهای بمباران علیه نیروهای واکنش سریع بوده‌اند و یگان‌های نیروهای ویژهٔ مصر نیز اعزام شده و اطلاعات و پشتیبانی تاکتیکی در اختیار نیروهای مسلح سودان قرار داده‌اند. وال‌استریت ژورنال گزارش داد که مصر برای حمایت از ارتش سودان، جنگنده و خلبان اعزام کرده است. در ۱۷ آوریل، تصاویر ماهواره‌ای به‌دست‌آمده توسط The War Zone نشان داد که یک جنگندهٔ میگ-۲۹اِم۲ نیروی هوایی مصر منهدم و دو فروند دیگر آسیب دیده یا منهدم شده‌اند در پایگاه هوایی مروی. یک فروند گوییژو جی‌ال-۹ نیروی هوایی سودان نیز در میان هواگردهای منهدم‌شده بود. پس از سردرگمی اولیه، نیروهای واکنش سریع توضیح دادند که پرسنل رزمی و پشتیبانی مصر پیش از آغاز درگیری‌ها برای انجام تمرینات با ارتش سودان حضور داشته‌اند.

### اریتره
اریتره به‌عنوان متحد نیروهای مسلح سودان شناخته می‌شود و در مرزهای شرقی سودان حمایت نظامی ارائه می‌دهد. در جریان یک سفر دولتی به اسمره در نوامبر ۲۰۲۴، البرهان از رئیس‌جمهور ایسایاس آفورکی به‌خاطر حمایت اریتره از نیروهای مسلح سودان تشکر کرد. حمایت اریتره به‌عنوان موازنه‌ای در برابر گروه‌های مخالف اریتره و احتمال افزایش نفوذ آن‌ها در صورت پیشروی نیروهای واکنش سریع در مرز شرقی سودان دیده می‌شود. رئیس‌جمهور آفورکی تلویحاً آمادگی نظامی اریتره برای واکنش در صورت پیشروی نیروهای واکنش سریع به مرزهایش را بیان کرده است.

### اتیوپی
اتیوپی در ابتدا از نیروهای واکنش سریع حمایت می‌کرد که به‌عنوان متحدی دیده می‌شد که به اتیوپی در نبرد با جبهه آزادی‌بخش خلق تیگرای در جنگ تیگرای کمک کرده است. اتیوپی همچنین برای مقابله با نفوذ مصر در سودان از نیروهای واکنش سریع حمایت می‌کرد. با این حال، در ژوئیهٔ ۲۰۲۴، نخست‌وزیر آبی احمد به پورت سودان سفر کرد و با البرهان دیدار نمود که نشانهٔ تغییر موضع نسبت به درگیری بود. حمیدتی، فرمانده نیروهای واکنش سریع، پیش‌تر در دسامبر ۲۰۲۳ به اتیوپی سفر کرده بود تا برای گفت‌وگو با نیروهای مسلح سودان فشار وارد کند.
در ۴ ژوئیهٔ ۲۰۲۵، مقام‌های ارشد سودانی اتیوپی را متهم کردند که با اعزام میلیشیاهای مورد حمایت ارتش خود به منطقهٔ مورد مناقشهٔ الفشقه از جنگ داخلی سودان سوءاستفاده می‌کند؛ جایی که این نیروها با پشتیبانی نیروی دفاع ملی اتیوپی کشاورزان را مسدود کرده و زمین‌ها را تصرف کرده‌اند. گزارش‌ها حاکی از آن است که این نیروها با حمایت سربازان منظم اتیوپی، کشاورزان سودانی را در شرایط خلأ امنیتی ناشی از جابه‌جایی یگان‌های سودانی بیرون کرده‌اند. هرچند سودان بیشتر بخش‌های الفشقه را در سال ۲۰۲۰ بازپس گرفت، اما عقب‌نشینی‌های اخیر نیروها موجب نفوذهای تازه شده است—و بازرگانان در القلابات در مرز گزارش دادند که یک گروه مسلح اتیوپیایی از مرز عبور کرده و به بازار دام حمله کرده و سپس عقب‌نشینی کرده است.

### ایران
یک تحقیق بی‌بی‌سی در ژوئن ۲۰۲۴ فاش کرد که ایران با تأمین پهپاد برای هر دو طرف، تحریم تسلیحاتی سازمان ملل را نقض کرده است. تحلیل‌گران این اقدام را بخشی از راهبرد ایران برای مقابله با نفوذ امارات در سودان و تضمین دسترسی به دریای سرخ می‌دانند. هرچند مقام‌های سودانی دریافت کمک ایران را رد کردند، منابع متعدد — از جمله رویترز — تأثیر آن را در میدان نبرد تأیید کردند.

### کنیا
نیروهای مسلح سودان در ژوئیهٔ ۲۰۲۳ نقش میانجی‌گری کنیا را رد کردند و رئیس‌جمهور ویلیام روتو را به داشتن ارتباط با حمیدتی، رهبر نیروهای واکنش سریع، و پناه دادن به اعضای این نیرو متهم کردند. سرلشکر یاسر العطا، با بالا بردن سطح تنش، روتو را «مزدور» خواند و او را به اعزام نیرو به سودان به چالش کشید. سودان بعداً تهدید کرد که از ایگاد خارج خواهد شد مگر این‌که روتو از ریاست کمیتهٔ میانجی‌گری آن برکنار شود. کنیا این اتهامات را بی‌اساس خواند و بر بی‌طرفی خود تأکید کرد. در پاسخ، انانیموس سودان در اواخر ژوئیه به وب‌سایت‌های دولتی کنیا حمله سایبری کرد.
تنش‌ها در فوریهٔ ۲۰۲۵ زمانی شدت گرفت که کنیا میزبان نشستی در نایروبی شد که در آن نیروهای واکنش سریع و متحدانش منشوری را برای تشکیل یک دولت موازی سودان بدون مشارکت نیروهای مسلح سودان امضا کردند. سودان این اقدام را محکوم کرده و آن را تلاشی برای تضعیف حاکمیت خود دانست. تحلیل‌گران به تغییر موضع کنیا پس از سفر روتو به امارات در ژانویهٔ ۲۰۲۵ و امضای توافق اقتصادی اشاره کردند و احتمال دادند که نفوذ امارات در پس اقدامات کنیا باشد.

### ارتش ملی لیبی
ارتش ملی لیبی مورد حمایت مصر، تحت فرماندهی خلیفه حفتر، پیش از آغاز درگیری‌ها هواگردهایی را برای انتقال تجهیزات نظامی به نیروهای واکنش سریع اعزام کرد. حفتر و ارتش ملی لیبی با گروه واگنر، یک شرکت نظامی خصوصی روسی، برای انجام این پروازها همکاری کردند.
حمایت حفتر از جناحی متفاوت در سودان نسبت به دولت مصر، از سوی نیو عرب نشانه‌ای از ضعف مصر به دلیل بحران اقتصادی و اتکای این کشور به حفتر برای کنترل شرق لیبی — که یک نگرانی امنیتی برای دولت مصر محسوب می‌شود — توصیف شد. نیو عرب همچنین نقش ارتش ملی لیبی در این درگیری را نشانگر تغییر جهت‌گیری دیپلماتیک آن از تکیهٔ عمده بر مصر به تکیهٔ عمده بر امارات متحدهٔ عربی دانست.

### روسیه
در بخش عمده‌ای از جنگ داخلی سودان، روسیه برای هر دو طرف، یعنی نیروهای واکنش سریع و نیروهای مسلح سودان، سلاح ارسال کرده است. این وضعیت از میانهٔ سال ۲۰۲۴ تغییر کرد و دولت روسیه شروع به ترجیح نیروهای مسلح سودان کرد، هم‌زمان با مذاکرات روسیه و نیروهای مسلح سودان دربارهٔ ساخت یک پایگاه دریایی روسیه در شمال پورت سودان.

#### گروه واگنر
بر اساس گزارش سی‌ان‌ان، گروه واگنر موشک سطح‌به‌هوا به نیروهای واکنش سریع تحویل داده و این تجهیزات را از سوریه برداشته و بخشی را با هواپیما به پایگاه‌های تحت کنترل حفتر در لیبی رسانده تا سپس به نیروهای واکنش سریع تحویل شوند، و بخش دیگری را مستقیماً در مواضع این نیرو در شمال‌غرب سودان پیاده کرده است. مقام‌های آمریکایی گفتند که واگنر پیشنهاد داده سلاح‌های بیشتری از انبارهای موجود خود در جمهوری آفریقای مرکزی به نیروهای واکنش سریع تحویل دهد. در ۶ سپتامبر، گزارش شد که واگنر کاروانی با بیش از ۱۰۰ خودرو حامل سلاح را از چاد به پادگان نیروهای واکنش سریع در الزروق اعزام کرده است. سرلشکر یاسر العطا نیز گروه واگنر را به آوردن مزدور از چندین کشور آفریقایی برای جنگ در کنار نیروهای واکنش سریع متهم کرد.
رئیس گروه واگنر، یوگنی پریگوژین، و نیروهای واکنش سریع این اتهامات را رد کردند.
با بهبود روابط دولت روسیه و نیروهای مسلح سودان در میانهٔ سال ۲۰۲۴، طرف اخیر به‌طور علنی اعلام کرد که گروه واگنر دیگر در سودان فعالیت نمی‌کند. این ادعا از سوی یک منبع دیپلماتیک و شاهدان عینی که با میدل ایست آی گفتگو کرده‌اند، رد شد.

### عربستان سعودی
عربستان سعودی با وجود انکار رسمی، به نیروهای مسلح سودان کمک نظامی و مالی ارائه کرده است، زیرا در پی مقابله با نفوذ امارات متحدهٔ عربی در سودان است که از نیروهای واکنش سریع حمایت می‌کند. در مقابل، سودان به ائتلاف عربستان در یمن کمک نظامی ارائه کرده است. در مارس ۲۰۲۵، البرهان در نخستین سفر خود به خارج از سودان پس از بازپس‌گیری خارطوم توسط نیروهای مسلح سودان، به عربستان سعودی رفت و در آنجا از حمایت عربستان برای وحدت سودان و مبارزه با نیروهای واکنش سریع قدردانی کرد.

### سودان جنوبی
از زمان آغاز خشونت‌های تازه در سودان در سال ۲۰۲۳، سودان جنوبی نقش میانجی‌گر را بر عهده گرفته و خواستار صلح شده و با ایگاد و اتحادیه آفریقا تعامل کرده است، هرچند به دلیل پیچیدگی درگیری و تعدد جناح‌ها، موفقیت محدودی داشته است. سودان جنوبی به‌شدت نگران اثرات سرریز این بحران — مانند جریان پناهجویان و بی‌ثباتی اقتصادی — است و می‌داند که ثبات شکنندهٔ خودش با سرنوشت سودان گره خورده است. تنش‌ها زمانی بیشتر شد که در فوریهٔ ۲۰۲۵ نیروهای واکنش سریع سودان با SPLM-N، یک گروه شورشی در نزدیکی مرز سودان جنوبی، متحد شدند. کارشناسان هشدار می‌دهند که این امر می‌تواند پای سودان جنوبی را به درگیری باز کند، به‌ویژه اگر ارتش سودان در پاسخ از میلیشیای رقیب سودان جنوبی حمایت کند. با توجه به مرز مشترک، پیوندهای تاریخی و تنش‌های سیاسی موجود میان رهبران سودان جنوبی (رئیس‌جمهور سالوا کیر مایاردیت و معاون رئیس‌جمهور ریک ماچار)، خطر در هم آمیختن دو جنگ بسیار بالاست. موقعیت راهبردی اتحاد نیروهای واکنش سریع و SPLM-N همچنین قاچاق و عملیات نظامی را تقویت کرده و ارتش سودان را تضعیف می‌کند و بی‌ثباتی منطقه‌ای را افزایش می‌دهد. در صورت عدم مهار، کارشناسان بیم آن دارند که این دو درگیری از هم متمایز نشوند و بحران‌های انسانی در هر دو کشور تشدید شود.

### ترکیه
به‌نظر می‌رسد ترکیه با هر دو طرف درگیر تعامل دارد. به‌ویژه بایکار، متعلق به داماد رئیس‌جمهور رجب طیب اردوغان، در سال ۲۰۲۳ به ارزش ۱۲۰ میلیون دلار سلاح، شامل ۶ فروند پهپاد رزمی تی‌بی۲، سه ایستگاه کنترل زمینی و ۶۰۰ کلاهک جنگی، به نیروهای مسلح سودان فروخته که ناقض تحریم‌های آمریکا و اتحادیهٔ اروپا بوده است. در همین حال، شرکت ارکا دفنس، یک شرکت دیگر ترکیه‌ای، تماس‌های گسترده‌ای با مسئول تدارکات نیروهای واکنش سریع داشته، هرچند فروش سلاح را انکار می‌کند که این امر نقش ترکیه را پیچیده‌تر می‌سازد. منافع ترکیه شامل گسترش روابط نظامی و دیپلماتیک در شاخ آفریقا است و در دسامبر ۲۰۲۴ پیشنهاد میانجی‌گری بین سودان و امارات متحدهٔ عربی را مطرح کرد.
در ژانویهٔ ۲۰۲۵، دولت سومالی با میزبانی نیروهای مسلح سودان در اردوگاه ترک‌سوم برای آموزش موافقت کرد، که بخشی از تلاش ترکیه برای تقویت حمایت نظامی از نیروهای مسلح سودان بود.

### اوکراین
در ۱۹ سپتامبر ۲۰۲۳، سی‌ان‌ان گزارش داد که «احتمالاً» نیروهای عملیات ویژه اوکراین پشت مجموعه‌ای از حملات پهپادی و یک عملیات زمینی علیه نیروهای واکنش سریع تحت حمایت گروه واگنر در نزدیکی خارطوم در ۸ سپتامبر بوده‌اند. کیریلو بودانوف، رئیس اداره کل اطلاعات اوکراین، در مصاحبه‌ای در ۲۲ سپتامبر اعلام کرد که نمی‌تواند دخالت اوکراین در این درگیری را تأیید یا تکذیب کند، اما گفت که اوکراین «به‌دنبال یافتن و شکار جنایتکاران نظامی روس خواهد بود ... دیر یا زود».
در ۶ نوامبر ۲۰۲۳، کی‌یف پست تصاویری پهپادی منتشر کرد که ادعا می‌کرد نیروهای ویژه اوکراین را در حال حمله به نیروهای گروه واگنر در یک منطقهٔ شهری نامشخص در سودان با یک پرتابهٔ انفجاری نشان می‌دهد. گفته شد این تصاویر حدود دو هفته پیش از انتشار ضبط شده‌اند. دو ماه بعد، در ۳۰ ژانویهٔ ۲۰۲۴، کی‌یف پست گزارش داد که نیروهای ویژه اوکراین طی هفته‌های گذشته سه حملهٔ پهپادی علیه گروه واگنر و دیگر سازمان‌های روسی در سودان و همچنین هم‌پیمانان سودانی‌شان انجام داده‌اند. کی‌یف پست در ۵ فوریهٔ ۲۰۲۴ گزارشی منتشر کرد که ویدیویی از پیامدهای یک حملهٔ منتسب به نیروهای ویژه اوکراین علیه یک یگان گروه واگنر را نشان می‌داد که ظاهراً چند کشته داده و دست‌کم یک عضو آن اسیر شده و در ویدیو دیده می‌شد که بازجویی می‌شود.

### امارات متحدهٔ عربی
امارات متحدهٔ عربی با اتهامات فزاینده‌ای مبنی بر ارائهٔ حمایت نظامی به نیروهای واکنش سریع روبه‌رو شده است، از جمله انتقال مخفیانهٔ سلاح، تأمین پهپاد و تدارکات از مسیر چاد، لیبی، جمهوری آفریقای مرکزی، و سودان جنوبی. گزارش‌هایی از رسانه‌های بزرگ مانند «وال استریت ژورنال»، «نیویورک تایمز»، و «بی‌بی‌سی»، به همراه منابع دیپلماتیک و شواهد ماهواره‌ای، نشان می‌دهد که هواپیماهای باری اماراتی سلاح‌هایی را که به شکل کمک‌های بشردوستانه پنهان شده بودند منتقل کرده‌اند و این عملیات از طریق فرودگاه ام‌جرس در چاد هماهنگ شده است. امارات این اتهامات را رد کرده است.
سودان دیپلمات‌های اماراتی را اخراج کرد، امارات را در سازمان ملل به کمک به نسل‌کشی متهم کرد، و شکایت‌هایی را به دیوان کیفری بین‌المللی و دیوان بین‌المللی دادگستری ارائه داد. اقامتگاه سفیر امارات در خارطوم نیز در ۲۹ سپتامبر ۲۰۲۴ مورد حمله قرار گرفت. امارات متهم است که از پوشش‌های بشردوستانه مانند بیمارستان‌های هلال احمر برای مقاصد نظامی استفاده می‌کند، از جمله عملیات پهپادی و انبارهای تسلیحاتی در نزدیکی مرز. سودان مدعی است این اقدامات با هدف حفظ نفوذ امارات و منافع آن در بخش طلا در سودان انجام می‌شود که با سرمایه‌گذاری‌های تاریخی و پروژه‌های جاری بندری و کشاورزی پشتیبانی می‌گردد.
روابط امارات متحدهٔ عربی با نیروهای واکنش سریع به جنگ یمن در سال ۲۰۱۸ بازمی‌گردد. گفته می‌شود که دخالت این کشور شامل همکاری با گروه واگنر برای ارسال سلاح و تأمین مالی لجستیک نیروهای واکنش سریع از داخل امارات بوده است. اسناد هویتی به‌دست‌آمده از یک سانحهٔ هوایی در سودان در سال ۲۰۲۴ شامل یک گذرنامهٔ روسی و یک کارت شناسایی بود که به یک شرکت مستقر در امارات ارتباط داشت.
ایالات متحده و بریتانیا از امارات خواسته‌اند این حمایت را متوقف کند، و قانون‌گذاران آمریکایی چندین طرح قانونی برای جلوگیری از فروش سلاح به ابوظبی ارائه کرده‌اند. اتحادیهٔ اروپا و دیده‌بان حقوق بشر نیز خواستار پاسخگویی شده‌اند. ابتکارهای دیپلماتیک امارات در قبال سودان ادامه یافته است، از جمله میزبانی یک کنفرانس بشردوستانه و تعهد به ارائهٔ ۲۰۰ میلیون دلار کمک—اقداماتی که از سوی سودان به‌عنوان تلاش امارات برای بهبود تصویر خود تلقی می‌شود.
در ۳۰ آوریل ۲۰۲۵، مقامات امارات اعلام کردند که میلیون‌ها فشنگ را در یکی از فرودگاه‌های این کشور که به‌طور غیرقانونی در حال انتقال به نیروهای مسلح سودان بود، توقیف کرده‌اند؛ ادعایی که طرف سودانی آن را رد کرد.
سودان پرونده‌ای را در دیوان بین‌المللی دادگستری گشود و مدعی شد که امارات در نسل‌کشی علیه قوم مسالیت همدست بوده است. جلسات دادگاه در ۱۰ آوریل ۲۰۲۵ آغاز شد. در ۵ مه، دادگاه این پرونده را رد کرد و اعلام داشت که «به‌طور آشکار» صلاحیت رسیدگی ندارد.
وزارت امور خارجهٔ سودان، امارات را به انجام «تلاش‌های ناامیدانه» در نشست‌های جنبش عدم تعهد برای محافظت از نیروهای واکنش سریع در برابر محکومیت و تضعیف همبستگی بین‌المللی با سودان متهم کرد. این وزارتخانه گفت که نباید به ابوظبی اجازه داد از مجامع جهانی سوءاستفاده کند و به پیشنهاد این کشور برای تشکیل یک دولت جایگزین اشاره نمود.
در اوت ۲۰۲۵، دولت سودان بیانیه‌ای صادر کرد و جوامع منطقه‌ای و بین‌المللی را به هدف قرار دادن سودان و حمایت از تجاوز نیروهای واکنش سریع متهم ساخت. این بیانیه همچنین اعلام کرد که حضور شمار زیادی از مزدوران خارجی، تهدیدی جدی برای صلح و امنیت کشور محسوب می‌شود. دولت تأکید کرد که شواهد غیرقابل انکاری در اختیار دارد که نشان می‌دهد مقامات امارات، مزدورانی از کلمبیا و دیگر کشورهای همسایه را حمایت و تأمین مالی کرده‌اند.

### بریتانیا
در ژوئن ۲۰۲۴، روزنامهٔ گاردین گزارش داد که به گفتهٔ چندین منبع، مقام‌های دولت بریتانیا «تلاش کرده‌اند انتقادها» از امارات متحدهٔ عربی و نقش ادعایی آن در تأمین سلاح برای نیروهای واکنش سریع را سرکوب کنند. افزون بر این، بریتانیا «قلمدار» سودان در شورای امنیت سازمان ملل متحد است. اوایل سال ۲۰۲۳، وزارت امور خارجهٔ بریتانیا مذاکرات محرمانه‌ای را میان نیروهای واکنش سریع و بریتانیا آغاز کرد.
معاون رئیس شورای حاکمیتی سودان، مالک عقار، در دیداری در دسامبر ۲۰۲۴ با رئیس دفتر بریتانیا در سودان، از دولت بریتانیا انتقاد کرد. عقار گفت: «اگر بریتانیا می‌خواهد به رنج مردم سودان پایان دهد، باید با امارات برای توقف حمایت لجستیکی آن از این شبه‌نظامیان ارتباط برقرار کند». او همچنین وضعیت قلمدار بودن بریتانیا برای سودان در شورای امنیت سازمان ملل متحد را محکوم کرد و تغییر در سیاست خارجی بریتانیا نسبت به سودان را پیش‌شرط بهبود روابط دوجانبه دانست.

### ایالات متحده
در ۲۰ ژانویهٔ ۲۰۲۵، دولت ترامپ پرداخت‌های آژانس توسعهٔ بین‌المللی ایالات متحده (USAID) را به مدت ۹۰ روز مسدود کرد و بیشتر بودجه را به کمک‌های نظامی اختصاص داد. این اقدام باعث تعطیلی صدها آشپزخانهٔ خیریه و افزایش مرگ‌ومیر ناشی از گرسنگی شد. دادگاهی در ۱۳ فوریه حکم به لغو این مسدودیت داد، اما دولت تقریباً ۱۰٬۰۰۰ قرارداد کمک‌رسانی را لغو کرد. قاضی بعداً دستور پرداخت‌ها را تا ۲۶ فوریه صادر کرد، اما قاضی ارشد جان رابرتس اجرای این حکم را تا زمان صدور رأی دیوان عالی ایالات متحده آمریکا در ۲۸ فوریه متوقف کرد.
ایالات متحده برگزاری نشست دیپلماتیک «چهارجانبهٔ بین‌المللی برای سودان» را با هدف تدوین یک دیدگاه مشترک برای پایان جنگ، توقف مداخلهٔ خارجی و دستیابی به آتش‌بس اعلام کرد. این نشست قرار بود در ۲۹ ژوئیهٔ ۲۰۲۵ در واشینگتن دی‌سی با حضور ایالات متحده، عربستان سعودی، امارات متحدهٔ عربی و مصر برگزار شود. با این حال، این نشست در آخرین لحظه به دلیل اختلاف میان امارات و مصر به تعویق افتاد. در همین حال، ائتلافی از احزاب سیاسی سودانی امارات را به عنوان میانجی رد کردند و آن را به دلیل حمایت از نیروهای واکنش سریع «فاقد صلاحیت اخلاقی» دانستند.

## تأثیرات انسانی

### بحران انسانی
بحران انسانی پس از درگیری‌ها با وقوع خشونت در دوره‌ای با دمای بالای هوا و خشکسالی که از ماه روزهٔ رمضان آغاز شد، تشدید گردید. غیرنظامیان به دلیل ترس از گرفتار شدن در تیراندازی متقابل، قادر به خروج از خانه‌های خود برای تهیهٔ غذا و مایحتاج نبودند. یک گروه پزشکان اعلام کرد که بیمارستان‌ها همچنان با کمبود نیرو مواجه‌اند و در حالی که مجروحان پی‌درپی به آن‌ها مراجعه می‌کنند، ذخایرشان رو به پایان است. سازمان جهانی بهداشت (WHO) حدود ۲۶ حمله به مراکز درمانی را ثبت کرد که برخی از آن‌ها باعث تلفات در میان کارکنان پزشکی و غیرنظامیان شد. این سازمان اعلام کرد که ۸۰٪ بیمارستان‌ها در مناطق درگیری از کار افتاده‌اند و ۳۲ بیمارستان یا به‌طور اجباری توسط سربازان تخلیه شده یا در تیراندازی گرفتار شده‌اند. این شامل حدود نیمی از ۱۳۰ مرکز درمانی خارطوم و همهٔ بیمارستان‌های دارفور غربی می‌شد. شیوع بیماری‌هایی مانند سرخک، وبا و اسهال در سراسر کشور گزارش شد. در اوت ۲۰۲۴ وبا در کشور به‌عنوان یک همه‌گیری اعلام شد و تا تا تاریخ ۸ سپتامبر ۲۰۲۴، ۵٬۶۹۲ مورد ابتلا به وبا شامل ۱۸۵ مرگ گزارش گردید.
در آوریل ۲۰۲۳، سازمان ملل گزارش داد که کمبود کالاهای اساسی مانند غذا، آب، دارو و سوخت به‌شدت «وخیم» شده است. انتقال ارزهای ضروری ارسالی از کارگران مهاجر خارج از کشور نیز پس از آنکه وسترن یونیون در همان ماه اعلام کرد تمام فعالیت‌های خود را در سودان تا اطلاع ثانوی متوقف می‌کند، متوقف شد. برنامهٔ جهانی غذا اعلام کرد که بیش از ۱۳ میلیون دلار کمک غذایی که برای سودان در نظر گرفته شده بود، در بیست روز پس از آغاز درگیری‌ها غارت شده است. غارت انبارهای برنامهٔ جهانی غذا در الابیض در ۱ ژوئن منجر به از دست رفتن کمک غذایی شد که قرار بود ۴٫۴ میلیون نفر را تغذیه کند. برآورد شد که در ژوئن ۲۰۲۳ حدود ۲۵ میلیون نفر، معادل بیش از نیمی از جمعیت سودان، نیازمند کمک باشند. در ۲۵ ژوئیه، هماهنگ‌کنندهٔ امور بشردوستانه کلمانتین انکوتا-سالامی گفت حملات به تأسیسات امدادرسانی منجر به غارت بیش از ۵۰ انبار، غارت ۸۲ دفتر و سرقت بیش از ۲۰۰ خودرو شده است.
در سپتامبر ۲۰۲۳، دفتر سازمان ملل متحد برای هماهنگی امور بشردوستانه اعلام کرد که از ماه مه تاکنون، ۱٬۲۰۰ کودک در اردوگاه‌های پناهندگان در نیل سفید (ایالت سودان) بر اثر شیوع بیماری جان باخته‌اند. در دارفور مرکزی، رئیس اردوگاه پناهندگان حمیدیه گفت که دست‌کم ۴۳ کودک از ماه ژوئیه در این اردوگاه جان باخته‌اند. همچنین یونیسف برآورد کرد که این درگیری‌ها باعث شده شمار کودکانی که از تحصیل بازمانده‌اند، از ۷ میلیون نفر پیش از آغاز جنگ، به ۱۹ میلیون نفر در اکتبر ۲۰۲۳ برسد. تا سال ۲۰۲۴، هزینه‌های اقتصادی جنگ به‌دلیل تخریب گستردهٔ زیرساخت‌ها، به‌ویژه در مناطق شهری مانند پایتخت خارطوم، از همهٔ درگیری‌های مسلحانهٔ پیشین از زمان استقلال سودان در ۱۹۵۶ پیشی گرفت.
کاهش چشمگیر فعالیت‌های کشاورزی («تولید غلات در سال ۲۰۲۳ تقریباً به نصف کاهش یافت») موجب افزایش قیمت مواد غذایی شد و درگیری‌ها باعث کاهش تعداد کاروان‌های امدادی گردید. به گفتهٔ یک مقام ارتش که الجزیره به نقل از او گزارش داد، تا ۲۹ مارس ۲۰۲۴ «۷۰ کامیون کمک‌رسانی از ماه اکتبر در کردفان شمالی متوقف مانده‌اند». سازمان ملل برآورد کرد که همچنان ۲۵ میلیون نفر نیازمند کمک هستند که ۵ میلیون نفر از آن‌ها با قحطی و ۱۸ میلیون نفر با «ناامنی غذایی حاد» روبه‌رو هستند. قطع شبکه‌های تلفن همراه به مدت نزدیک به دو ماه نیز مشکلات افرادی را که با حواله‌های ارسالی از بستگان خارج از کشور امرار معاش می‌کردند، تشدید کرد. به گفتهٔ سازمان ملل متحد، هم نیروهای مسلح سودان و هم نیروهای واکنش سریع مانع‌رسانی کمک‌های غذایی هستند، زیرا نمی‌خواهند غذا به مناطق تحت کنترل طرف مقابل برسد.
در ژوئن ۲۰۲۴، گزارش عفو بین‌الملل با عنوان «سلاح‌های جدیدی که به جنگ سودان دامن می‌زنند» اعلام کرد که جریان مداوم سلاح‌های خارجی، جنگ را شعله‌ورتر کرده و تحریم تسلیحاتی دارفور را نقض می‌کند. این سازمان دریافت که سلاح‌ها و مهماتِ تازه تولید یا منتقل‌شده، به‌مقدار زیاد از چین، امارات متحدهٔ عربی، روسیه و ترکیه وارد سودان می‌شود. تأمین این سلاح‌ها با ایجاد جابه‌جایی گستردهٔ غیرنظامیان و بحران انسانی در سودان بر جنگ تأثیر گذاشته است. هر دو طرف درگیر از مسدودکننده‌های پیشرفتهٔ پهپاد ساخت چین، خمپاره و تفنگ‌های ضدتجهیزات استفاده می‌کردند. همچنین گزارش شده که نیروهای واکنش سریع از نفربرهای زرهی تازه‌ساختِ امارات متحدهٔ عربی استفاده می‌کردند.

### قحطی
بر اساس گزارش برنامه جهانی غذا در آوریل ۲۰۲۵، نزدیک به ۲۵ میلیون نفر، معادل نیمی از جمعیت سودان، با قحطی شدید روبه‌رو هستند.
در ۱ اوت ۲۰۲۴، کمیته بررسی قحطی (FRC) وابسته به طبقه‌بندی یکپارچه مراحل امنیت غذایی (IPC) نتیجه‌گیری کرد که شرایط قحطی مرحلهٔ ۵ IPC در بخش‌هایی از دارفور شمالی، از جمله اردوگاه پناهندگان زمزم در جنوب الفاشر حاکم و در جریان است و خطر بالای وقوع شرایط مشابه در سراسر اردوگاه‌های آوارگان داخلی وجود دارد.
در اواخر ژانویهٔ ۲۰۲۵، دولت جدید دونالد ترامپ، رئیس‌جمهور ایالات متحده، کمک‌های خارجی را به مدت ۹۰ روز مسدود کرد که قرار بود معافیت‌هایی برای کمک‌های فوری و نجات‌بخش فراهم شود. با این حال، روند اجرای این معافیت‌ها بسیار کند آغاز شد.
تا فوریهٔ ۲۰۲۵، قحطی در دست‌کم پنج منطقه به‌طور کامل حاکم شده بود و بیش از ۶۰۰ هزار نفر در معرض خطر مرگ بر اثر گرسنگی بودند. برنامه جهانی غذا گزارش داد که ۸۰٪ از آشپزخانه‌های اضطراری غذا به دلیل کاهش کمک‌های آمریکا تعطیل شده‌اند. در دارفور شمالی، پزشکان بدون مرز و برنامه جهانی غذا عملیات خود را در اردوگاه پناهندگان زمزم که حدود ۵۰۰ هزار نفر را در خود جای داده است، متوقف کردند. شیوع وبا نیز به دلیل فروپاشی زیرساخت‌های بهداشتی سودان شدت گرفت.
طرف‌های سودانی متهم شده‌اند که با حمله به حاصلخیزترین ایالت‌های کشور، آواره کردن کشاورزان، جلوگیری از کمک‌رسانی بشردوستانه و بازداشت داوطلبان، از قحطی به‌عنوان سلاح جنگی استفاده می‌کنند. هر دو طرف همچنین محاصرهٔ غذایی و امدادی بر مناطقی که تحت کنترل آن‌ها نیست اعمال کرده‌اند. ناظران خواستار ایجاد مناطق امن توزیع کمک‌ها که بر ابتکارهای محلی تکیه داشته باشند، و همچنین پاسخ‌گویی عاملان شده‌اند.

### پناهجویان

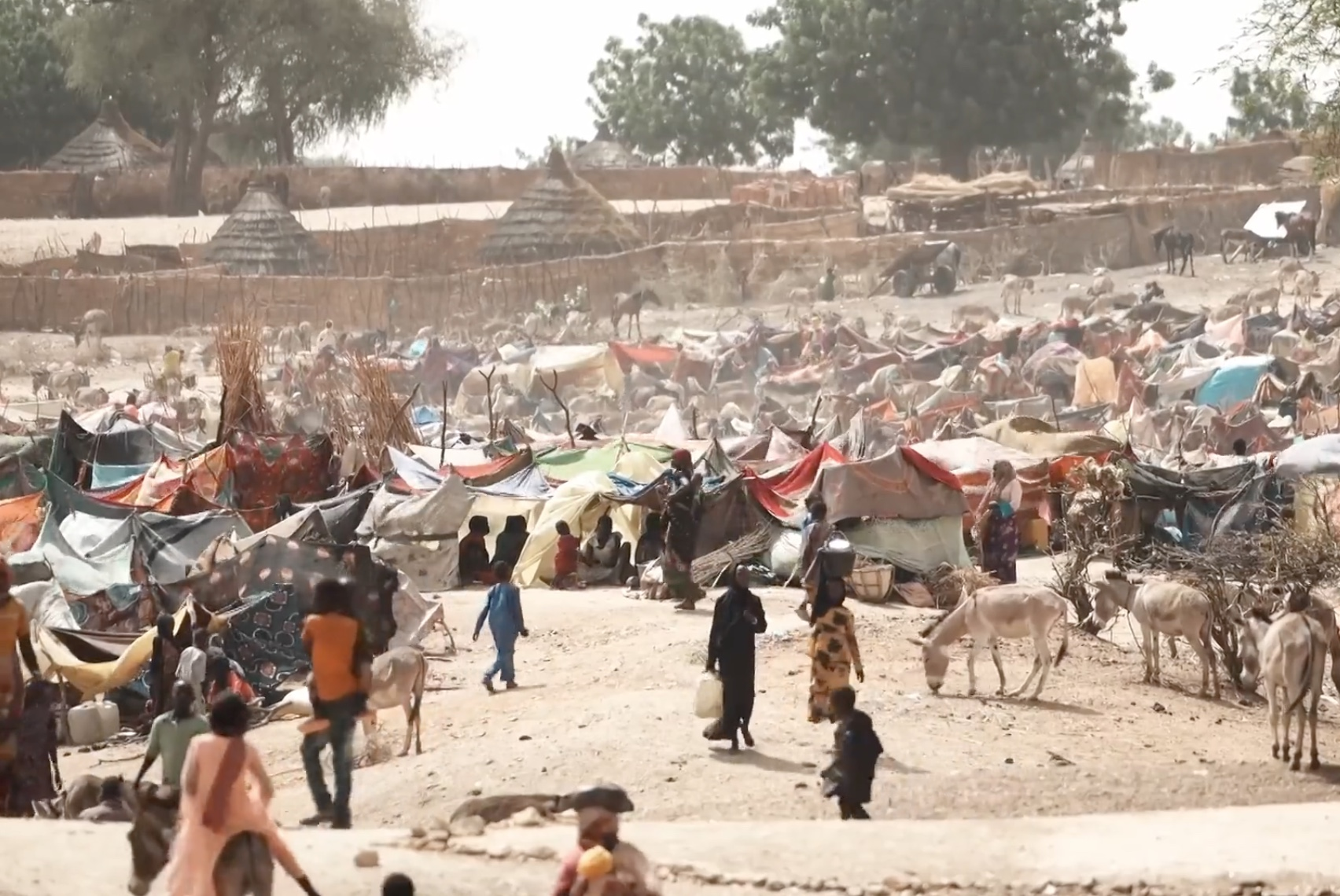
اردوگاه پناهجویان سودانی در چاد، ۱۶ مه ۲۰۲۳

تا فوریهٔ ۲۰۲۵، بیش از ۱۲٫۳ میلیون نفر از ساکنان سودان به دلیل درگیری‌ها آواره شده‌اند. سازمان ملل اعلام کرد که این درگیری بیش از ۸٫۸ میلیون آواره داخلی (IDP) و بیش از ۳٫۵ میلیون پناهجوی خارج از کشور ایجاد کرده است. این امر سودان را به بزرگ‌ترین میزبان آوارگان داخلی در جهان تبدیل کرده است. سازمان بین‌المللی مهاجرت برآورد کرد که ۳۱٪ از آوارگان داخلی از ایالت خارطوم، ۱۸٪ از ایالت دارفور جنوبی و ۱۵٪ از ایالت دارفور شمالی منشأ گرفته‌اند. در نوامبر ۲۰۲۳، سازمان ملل اعلام کرد که این درگیری بزرگ‌ترین بحران جابه‌جایی کودکان در جهان را ایجاد کرده است. ۵۳٪ از افرادی که بر اثر این درگیری به‌طور داخلی آواره شده‌اند کودک هستند.
از میان کسانی که به خارج گریخته‌اند، بیش از ۱۶۰ هزار نفر از قوم مسالیت به چاد فرار کردند تا از حملات قومی نیروهای واکنش سریع و شبه‌نظامیان هم‌پیمان بگریزند. گزارش‌ها حاکی از آن است که نبرد میان نیروهای مسلح سودان و جنبش خلق برای آزادی سودان–شمال (شاخهٔ الحلو) بیش از ۳۵ هزار نفر را تنها در ایالت نیل آبی آواره کرده و ۳ هزار نفر از آنان به اتیوپی گریخته‌اند، در حالی که بیش از ۸۳ هزار نفر در کردوفان جنوبی آواره شدند. تا اوت، بیش از ۴۰۰ هزار نفر به چاد گریخته بودند که این کشور را به بزرگ‌ترین مقصد واحد پناهجویان ناشی از این درگیری تبدیل کرد، در حالی که دیگران به کشورهای همسایه مانند جمهوری آفریقای مرکزی، مصر و سودان جنوبی رفتند.
انتقادهایی به مأموریت‌های دیپلماتیک فعال در سودان به دلیل واکنش کند در کمک به متقاضیان ویزای سودانی وارد شد که گذرنامه‌هایشان پس از بسته شدن سفارتخانه‌ها در جریان عملیات تخلیه، در سفارت‌ها باقی ماند و مانع خروج آنان از کشور شد.
سازمان ملل برآورد کرد که فعالیت اقتصادی در سودان طی سه هفتهٔ نخست درگیری بیش از یک‌سوم کاهش یافته است. در ژوئیه، اقتصاددانان سودانی میزان کل خسارت واردشده بر اثر این درگیری را ۹ میلیارد دلار یا به‌طور میانگین ۱۰۰ میلیون دلار در روز تخمین زدند، در حالی که ارزش اموال و کالاهای غارت‌شده حدود ۴۰ میلیارد دلار برآورد شد؛ بیشترین آسیب‌ها در خارطوم و دارفور جنوبی رخ داد. نرخ برابری دلار آمریکا در برابر پوند سودان در بازار سیاه در سپتامبر به ۷۳۰ پوند رسید، در حالی که نرخ رسمی آن ۶۲۵ پوند بود. این نرخ در فوریهٔ ۲۰۲۴ به ۱۲۵۰ پوند رسید. اقتصاد رسمی به‌عنوان «تقریباً متوقف» توصیف شد. تولید طلا نیز از ۱۸ تن در سال قبل به تنها ۲ تن کاهش یافت. وزیر معادن سودان محمد بشیر ابو نَمُّو نیروهای واکنش سریع را به غارت حدود ۱۵ تن نقره و ۱۲۷۳ کیلوگرم طلا از پالایشگاه طلای سودان در آغاز درگیری متهم کرد.
در فوریهٔ ۲۰۲۴، وزیر دارایی جبریل ابراهیم اعلام کرد که اقتصاد سودان در سال ۲۰۲۳ به دلیل درگیری‌ها ۴۰ درصد کوچک‌تر شده و انتظار می‌رود در سال ۲۰۲۴ نیز ۲۸ درصد دیگر کاهش یابد. او افزود که درآمدهای دولتی نیز ۸۰ درصد کاهش یافته است. مقامات بندری سودان تخمین زدند که تجارت بین‌المللی در سال ۲۰۲۳ حدود ۲۳ درصد کاهش یافته است. وزارت دارایی سودان نتوانست بودجهٔ ملی برای سال‌های ۲۰۲۳ یا ۲۰۲۴ تعیین کند و انتشار گزارش‌های فصلی را متوقف ساخت. همچنین نرخ ارز برای واردات و صادرات از ۶۵۰ به ۹۵۰ پوند افزایش یافت. به گفتهٔ اندیشکدهٔ «فکره برای مطالعات و توسعه»، درگیری‌ها همچنین بیش از ۶۰ درصد از زمین‌های کشاورزی سودان را از چرخهٔ بهره‌برداری خارج کرد.
در مه ۲۰۲۴، وال‌استریت ژورنال گزارش داد که هر دو طرف درگیری، یعنی نیروهای واکنش سریع و نیروهای مسلح سودان، از درآمد حاصل از فروش صمغ عربی که عمدتاً در سودان کشت می‌شود، برای تأمین مالی عملیات خود استفاده می‌کنند.
تعلیق بودجهٔ آژانس توسعهٔ بین‌المللی ایالات متحده (USAID) در سال ۲۰۲۵، کمک‌های نقدی را که گروه‌های مردمی واکنش اضطراری برای تأمین آشپزخانه‌های غذایی به آن وابسته بودند، به‌شدت کاهش داد. این بحران همچنین بر کشورهای همسایه تأثیر گذاشت و بیش از دو میلیون پناهجوی سودانی با شرایط رو به وخامت روبه‌رو شدند.

## اطلاعات نادرست
در طول درگیری سودان، هم نیروهای مسلح سودان و هم نیروهای واکنش سریع کارزارهای تهاجمی انتشار اطلاعات نادرست به راه انداختند و با استفاده از رسانه‌های اجتماعی برای دست‌کاری افکار عمومی، انتشار روایت‌های جعلی و تقویت تصویر خود بهره بردند. نیروهای واکنش سریع تیم‌های تبلیغاتی دیجیتال را از خارطوم و دوبی اداره می‌کردند و با استفاده از حساب‌های تأییدشدهٔ رسانه‌های اجتماعی محتوای گمراه‌کننده منتشر می‌کردند. نیروهای مسلح سودان از توییتر برای تقویت روحیه و پاسخ به ادعاهای نیروهای واکنش سریع استفاده کردند، هرچند برخی از پست‌های آن‌ها نادرست از آب درآمد.
اطلاعات نادرست گسترده شامل استفادهٔ دوباره از فیلم‌های بازی‌های ویدئویی، درگیری‌های گذشته مانند اوکراین و لیبی، و حتی لوازم باستان‌شناسی بود که به‌عنوان جنایات جنگی معرفی می‌شد. برای نمونه، نیروهای مسلح سودان ویدئویی را منتشر کردند که گویا عملیات هوایی اخیر را نشان می‌دهد، اما در واقع از بازی ویدئویی آرما ۳ بود. نیروهای مسلح سودان همچنین تصاویر دستکاری‌شده‌ای منتشر کردند، از جمله عکس جعلی بستری‌شدن حمیدتی در بیمارستانی در نایروبی.
نیروهای واکنش سریع تصاویری از یک هواپیمای جنگی نیروهای مسلح سودان و نیروی هوایی مصر را که ظاهراً توسط نیروهای واکنش سریع سرنگون شده بود، منتشر کردند که مشخص شد متعلق به یک جنگندهٔ سوخو-۲۵ بوده که در مالی سقوط کرده است، و تصویر دیگر مربوط به یک هواپیمای لیبیایی بود که در سال ۲۰۲۰ خارج از سودان گرفته شده بود.
نیروهای واکنش سریع همچنین با کمک شرکت کپیتال تپ هولدینگز مستقر در دوبی، بولتن‌هایی برای سیاستمداران بریتانیایی ارسال کردند تا به گفتهٔ خودشان با اطلاعات نادرست «نامتناسب» مقابله کنند. فیسبوک در اوت ۲۰۲۴ صفحات نیروهای واکنش سریع را به‌دلیل نقض سیاست‌ها حذف کرد. نیروهای واکنش سریع، نیروهای مسلح سودان را مسئول این مسدودسازی دانست و اعلام کرد که با شرکت متا برای بازگرداندن حساب‌هایش در حال مذاکره است.
فضای اطلاعاتی این درگیری با ادعاهای نادرست علیه سازمان‌هایی مانند سندیکای پزشکان سودان و همچنین تصاویر شبیه دیپ‌فیک بی‌ثبات‌تر شده است. کارشناسان حوزهٔ اطلاعات نادرست، از جمله کایل والتر از شرکت لاجیکلی، هشدار دادند که هوش مصنوعی مولد ممکن است باعث پیچیده‌تر شدن محتوای جعلی شود و اعتماد به همهٔ منابع اطلاعاتی را تضعیف کند.